# Puertollano
Puertollano es un municipio y localidad española de la provincia de Ciudad Real, en la comunidad autónoma de Castilla-La Mancha. Con una población de 45 195 habitantes (INE 2024), se trata del séptimo municipio más poblado de la región. Recibe los sobrenombres de «la ciudad minera» y «faro industrial de La Mancha», debido a su tradición minera y a su poder industrial.

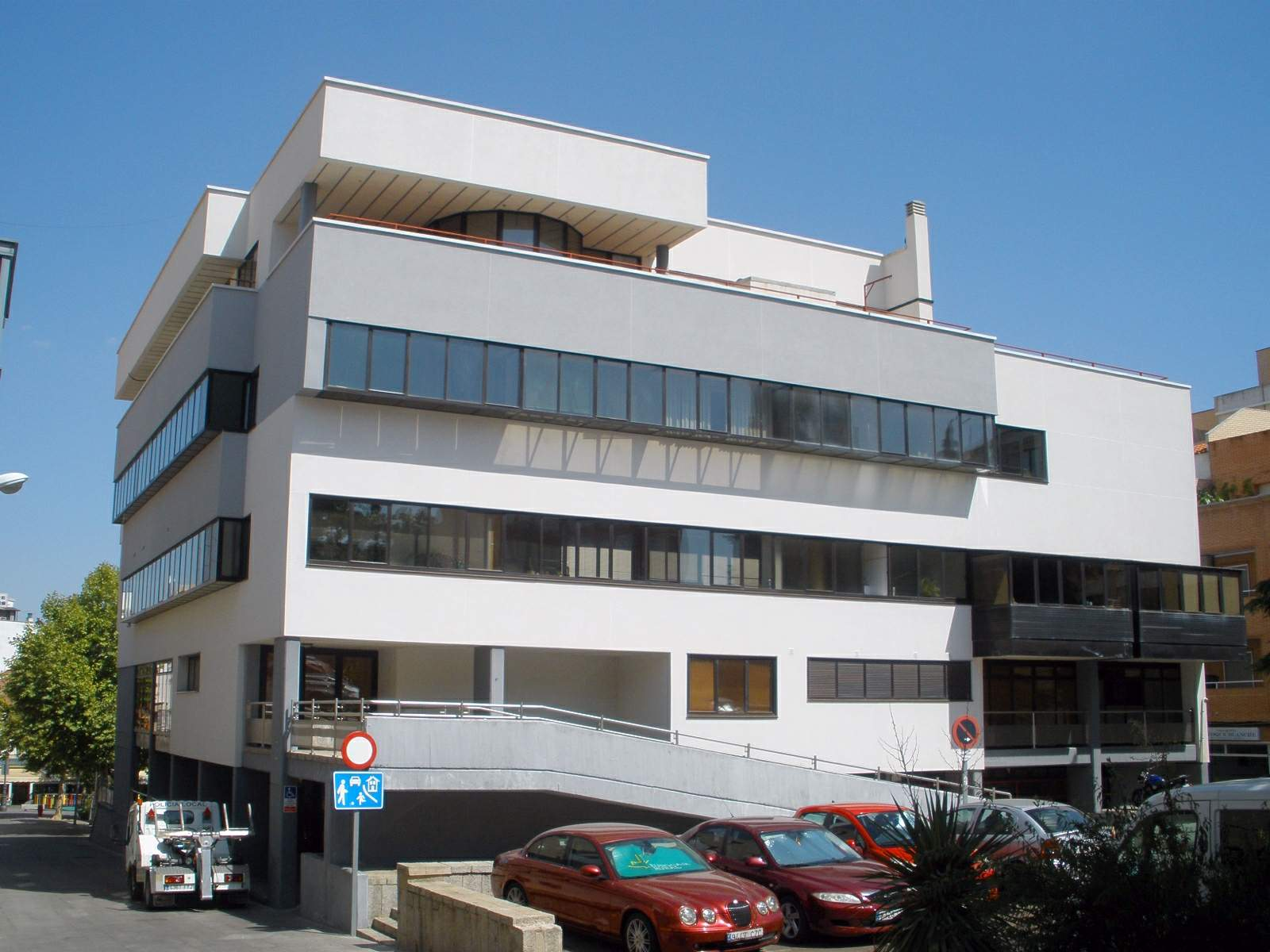
Ayuntamiento de Puertollano

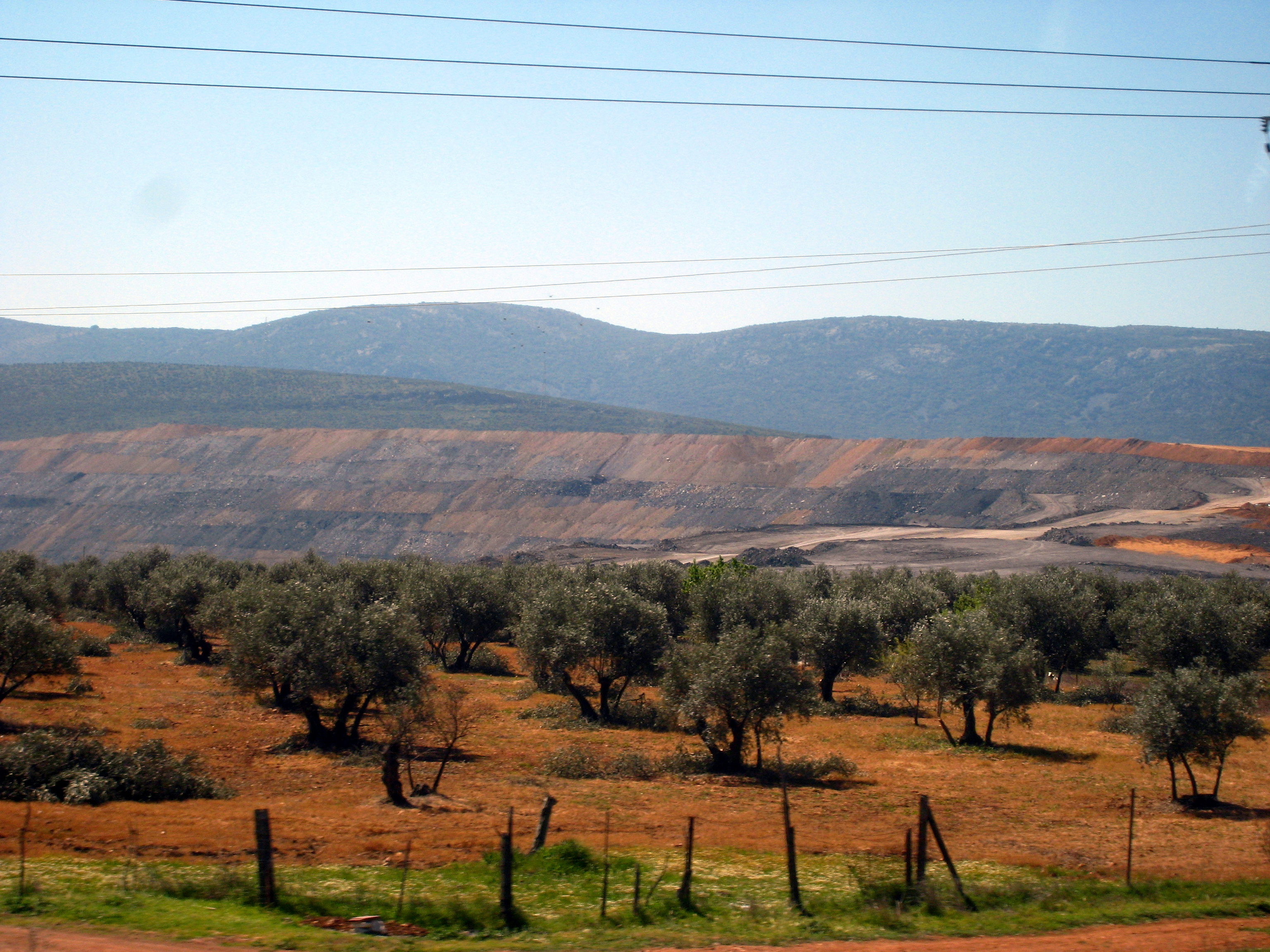
Vista de los alrededores de Puertollano desde la vía del tren

## Geografía
Puertollano se ubica en la parte central de la provincia de Ciudad Real, integrado en la comarca de Campo de Calatrava y perteneciente a la región histórica de La Mancha, se encuentra 44 km al sur de la capital provincial, Ciudad Real. Las coordenadas del municipio son 38°41′07″N y 4°06′40″O. Dentro del término municipal se encuentra también la pedanía de El Villar.
El término municipal está atravesado por distintas carreteras: 
- Autovía A-41: sirve de conexión con Ciudad Real.
- Carretera nacional N-420: atraviesa el municipio entre los pK 152 y 161, en el trayecto entre Córdoba y Ciudad Real.
- Carretera autonómica CM-4110: sirve de comunicación con Almodóvar del Campo y Abenójar.
- Carretera local CR-502: sirve de conexión con Mestanza.
- Carretera local CR-504: sirve de conexión con Villanueva de San Carlos.
- Carretera local CR-506: conecta con Argamasilla de Calatrava.

Antes llamada «Puertoplano», se encuentra situada en la entrada natural más accesible del valle del río Ojailén, en el borde de Sierra Morena. La ciudad se encuentra entre dos cerros, el de San Sebastián (882 m) y Santa Ana (913 m).

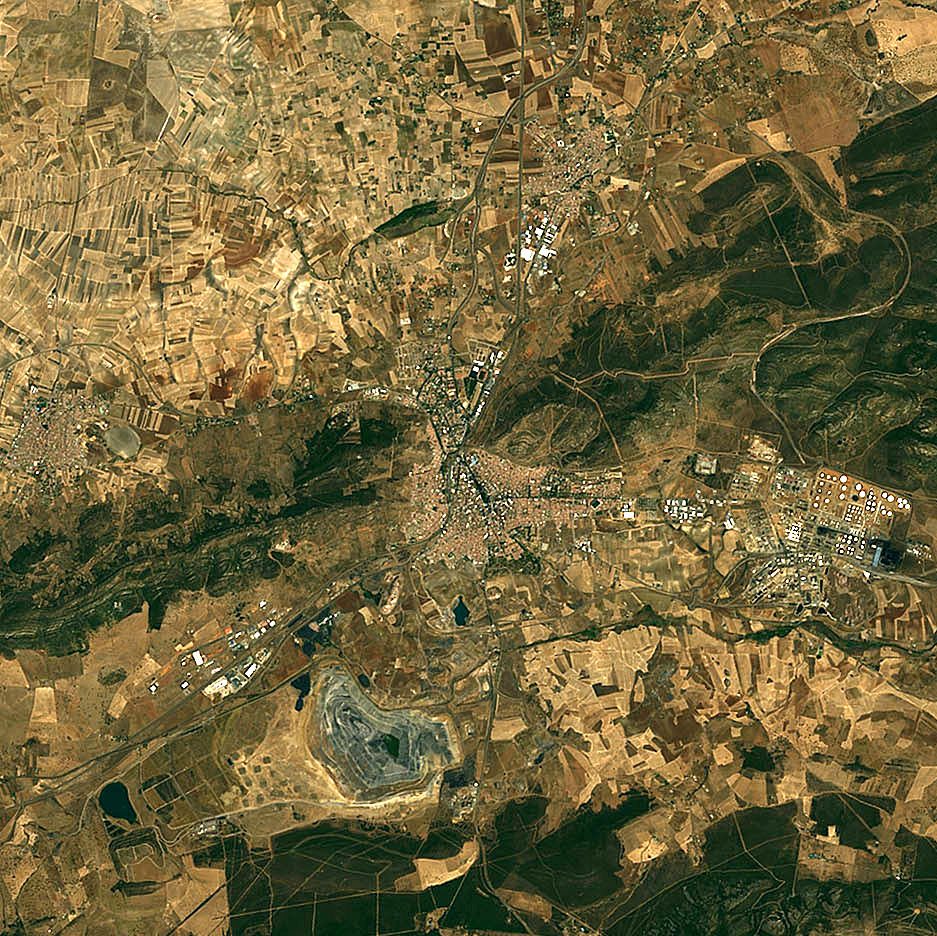
Vista satelital de la ciudad

El medio natural de Puertollano, aunque enmarcado dentro del Campo de Calatrava, bien podría identificarse con las características geográficas del valle de Alcudia. De relieve apalachense, el territorio se caracteriza por la sucesión de sierras y depresiones que configuran un espacio de media montaña. Por el norte y el este se extiende la sierra de Calatrava, cuyo punto más elevado al norte es el pico Chaparral (1002 m) y al este, en la sierra de la Mojina, el cerro Zamora (1009 m). Al sur de esta sierra se encuentra el valle del río Ojailén, que forma parte de la cuenca del Guadalquivir. Posteriormente se alzan la sierra de Cabezarrubio y la sierra de Puertollano, que supera los 1000 m de altitud, haciendo ambas de límite sur del territorio. El puerto de Mestanza (868 m) sirve de paso natural de esta sierra en la carretera de Mestanza. Finalmente, al oeste, el cerro de San Agustín, que llega hasta los 927 m, hace de límite con Almodóvar del Campo. 
La altitud oscila entre los 1084 m en la sierra de Puertollano y los 590 m a orillas del río Ojailén. La ciudad se alza a 702 m sobre el nivel del mar. 
| Noroeste: Almodóvar del Campo | Norte: Argamasilla de Calatrava                                  | Nordeste: Aldea del Rey                        |
| Oeste: Almodóvar del Campo    |                                                                  | Este: Aldea del Rey y Villanueva de San Carlos |
| Suroeste: Brazatortas         | Sur: Cabezarrubias del Puerto, Hinojosas de Calatrava y Mestanza | Sureste: Villanueva de San Carlos              |

### Geología
Próximo Puertollano al valle de Alcudia, durante el segundo pulso de orogenia varisca se produjo un acortamiento este-oeste de la corteza terrestre que originó el replegamiento de los estratos en ciertas zonas y gran cantidad de fallas; este fenómeno compresivo comenzó hace 298 millones de años y duró unos 5 millones de años y causó la formación de fosas tectónicas restringidas donde se depositaron sedimentos del periodo Carbonífero Estefaniense hace entre 298 y 290 millones de años, dando lugar a la cuenca hullera de Puertollano, cuya secuencia de sedimentos se depositó en un gran lago intramontañoso equivalente a lo que actualmente es el lago Lemán de Suiza, pero en condiciones climáticas más templadas y húmedas, lo que favorecía el crecimiento exuberante de la vegetación, de la cual queda abundante testimonio fósil en la comarca. La cuenca carbonífera de Puertollano tiene forma de cubeta elipsoidal alargada en dirección este-oeste con unas dimensiones máximas de 12 km de largo por cuatro de ancho. Su edad corresponde al periodo Carbonífero Estefaniense B-C (entre 295 y 290 millones de años) y el espesor de la secuencia de sedimentos es de 47 m. Contiene quince capas de carbón hulla. Entre ellas las conocidas como Capa P, Capa T y Capa Y son las principales y objeto de la actual explotación. Otras capas que también han sido explotadas en algún momento fueron las denominadas 0, 1 bis, 4 y 5. Entre estas dos últimas se hallan tres niveles de pizarras bituminosas que se explotaron en los años 1950 y 1960 a fin de obtener aceites minerales. Los carbones de Puertollano son hullas subbituminosas de alto contenido en cenizas, medio en azufre y un moderado poder calorífico.[cita requerida]

### Hidrografía
Por el término municipal de Puertollano circula el río Ojailén, perteneciente a la cuenca hidrográfica del Guadalquivir. La ciudad de Puertollano ve satisfechas sus necesidades hídricas gracias al embalse de Montoro —situado en el término municipal de Mestanza—, que represa las aguas del río Montoro y cuenta con una capacidad de 105 hm³.

### Clima
Puertollano goza de un clima mediterráneo continental con inviernos fríos y secos y veranos calurosos. Su altitud de 711 m sobre el nivel del mar y su orografía le sumergen dentro de una fuerte oscilación térmica anual, con bajas temperaturas invernales y altas en el estío. Los estíos son muy calurosos que pueden rozar los 45 °C en julio o agosto. Las precipitaciones anuales suelen situarse entre los 300 y los 600 mm, concentrándose especialmente en otoño y primavera. Durante el invierno se suelen dar algunas precipitaciones en forma de nieve. El verano es seco, salvo la esporádica presencia de alguna tormenta en la primera quincena de agosto.
| Parámetros climáticos promedio de Puertollano en el periodo 1961-2003 | Parámetros climáticos promedio de Puertollano en el periodo 1961-2003 | Parámetros climáticos promedio de Puertollano en el periodo 1961-2003 | Parámetros climáticos promedio de Puertollano en el periodo 1961-2003 | Parámetros climáticos promedio de Puertollano en el periodo 1961-2003 | Parámetros climáticos promedio de Puertollano en el periodo 1961-2003 | Parámetros climáticos promedio de Puertollano en el periodo 1961-2003 | Parámetros climáticos promedio de Puertollano en el periodo 1961-2003 | Parámetros climáticos promedio de Puertollano en el periodo 1961-2003 | Parámetros climáticos promedio de Puertollano en el periodo 1961-2003 | Parámetros climáticos promedio de Puertollano en el periodo 1961-2003 | Parámetros climáticos promedio de Puertollano en el periodo 1961-2003 | Parámetros climáticos promedio de Puertollano en el periodo 1961-2003 | Parámetros climáticos promedio de Puertollano en el periodo 1961-2003 |
| Mes                                                                   | Ene.                                                                  | Feb.                                                                  | Mar.                                                                  | Abr.                                                                  | May.                                                                  | Jun.                                                                  | Jul.                                                                  | Ago.                                                                  | Sep.                                                                  | Oct.                                                                  | Nov.                                                                  | Dic.                                                                  | Anual                                                                 |
| --------------------------------------------------------------------- | --------------------------------------------------------------------- | --------------------------------------------------------------------- | --------------------------------------------------------------------- | --------------------------------------------------------------------- | --------------------------------------------------------------------- | --------------------------------------------------------------------- | --------------------------------------------------------------------- | --------------------------------------------------------------------- | --------------------------------------------------------------------- | --------------------------------------------------------------------- | --------------------------------------------------------------------- | --------------------------------------------------------------------- | --------------------------------------------------------------------- |
| Temp. media (°C)                                                      | 6.40                                                                  | 7.80                                                                  | 10.30                                                                 | 12.4                                                                  | 16.70                                                                 | 21.60                                                                 | 25.40                                                                 | 25                                                                    | 21.10                                                                 | 15.50                                                                 | 9.80                                                                  | 6.60                                                                  | 14.90                                                                 |
| Precipitación total (mm)                                              | 46.10                                                                 | 41.80                                                                 | 37.60                                                                 | 44.80                                                                 | 40.70                                                                 | 24.90                                                                 | 6.80                                                                  | 6                                                                     | 28.40                                                                 | 47.30                                                                 | 53.10                                                                 | 49.90                                                                 | 427.30                                                                |
| [cita requerida]                                                      |                                                                       |                                                                       |                                                                       |                                                                       |                                                                       |                                                                       |                                                                       |                                                                       |                                                                       |                                                                       |                                                                       |                                                                       |                                                                       |

### Transporte

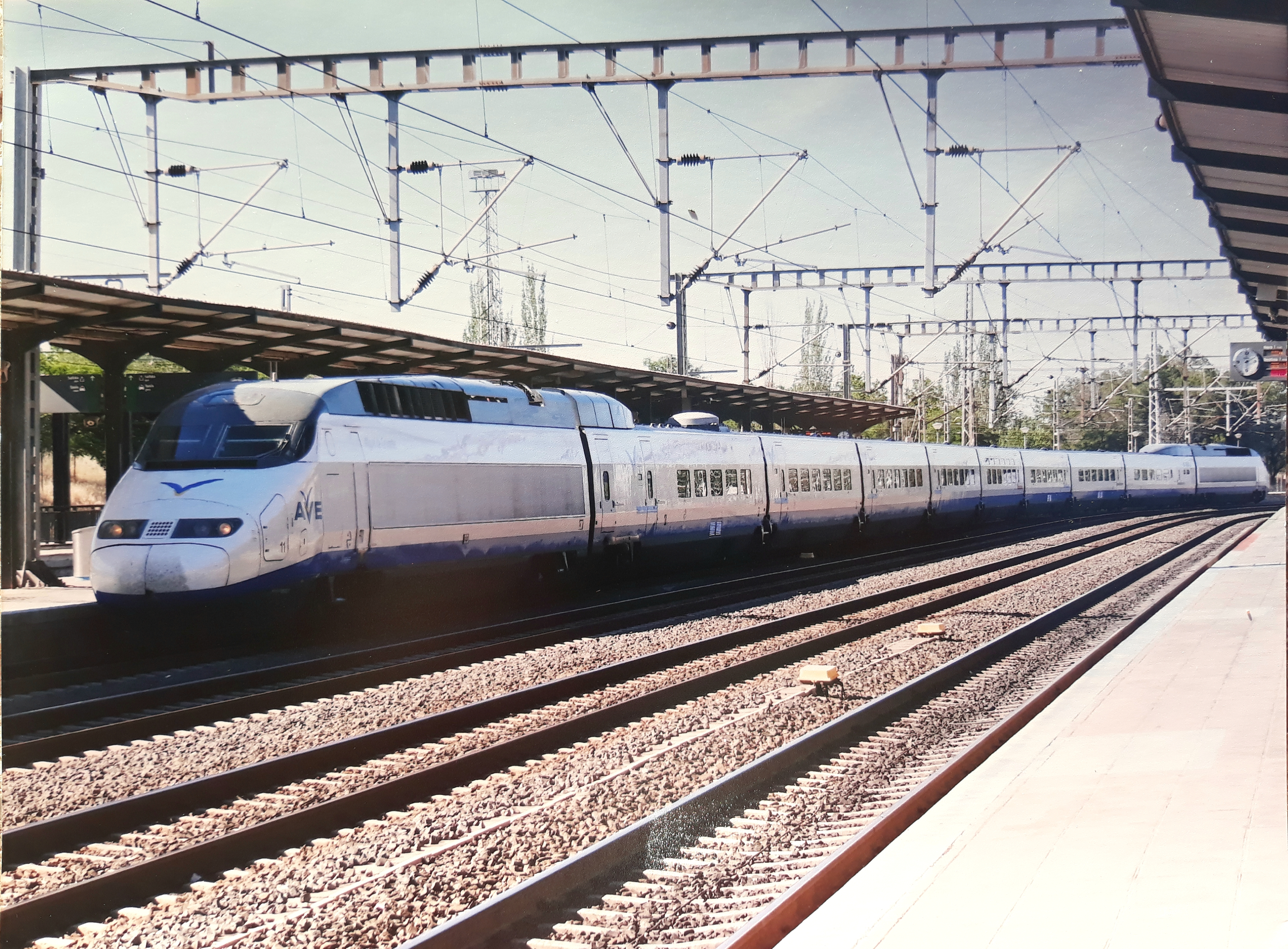
Tren en la estación de Puertollano

La línea de alta velocidad Madrid-Sevilla, construida con motivo de la Exposición Universal de 1992, cuenta con una estación ferroviaria en Puertollano. Hay trenes AVE Madrid-Granada, Madrid-Sevilla, AVE Madrid-Málaga, trenes AVE que unen Puertollano con Valencia, Barcelona, Trenes AVE Lanzadera (AVANT) que unen directamente Puertollano y Madrid con parada en Ciudad Real, y trenes Alvia y Altaria que unen a través de Puertollano a Madrid con Granada, Algeciras, Cádiz y Huelva. Así mismo, mantiene conexiones con Extremadura y otros puntos de La Mancha a través de la línea Ciudad Real-Badajoz de ancho ibérico.
En Puertollano hay también una estación de autobuses que comunica diaria y directamente a Puertollano con Madrid, Barcelona y Valencia; además de siete líneas de autobuses urbanos y dos de microbuses que circunvalan toda la ciudad.

## Historia

### Prehistoria y Edad Antigua
La zona de Puertollano estuvo habitada ya desde la prehistoria. Se encontraron restos arqueológicos (restos de pinturas rupestres y actividad lítica continuada) que reflejan la presencia humana desde el Homo heidelbergensis y el Homo antecessor. Esta actividad poblacional estaba centrada en la vega del río Ojailén. También hay restos calcolíticos en el cerrillo de la Azucena. Recientes descubrimientos de una colección de armas del Bronce II y construcciones neolíticas (El Castillejo de El Villar) y los cabezos poblados en la Edad del Bronce como el cerro de San Sebastián, en donde se encontró una espada argárica de bronce que se puede ver en el Museo Arqueológico Nacional en Madrid. De la Edad Antigua permanecen restos oretanos y romanos localizados a orillas del río Ojailén.

### Edad Media

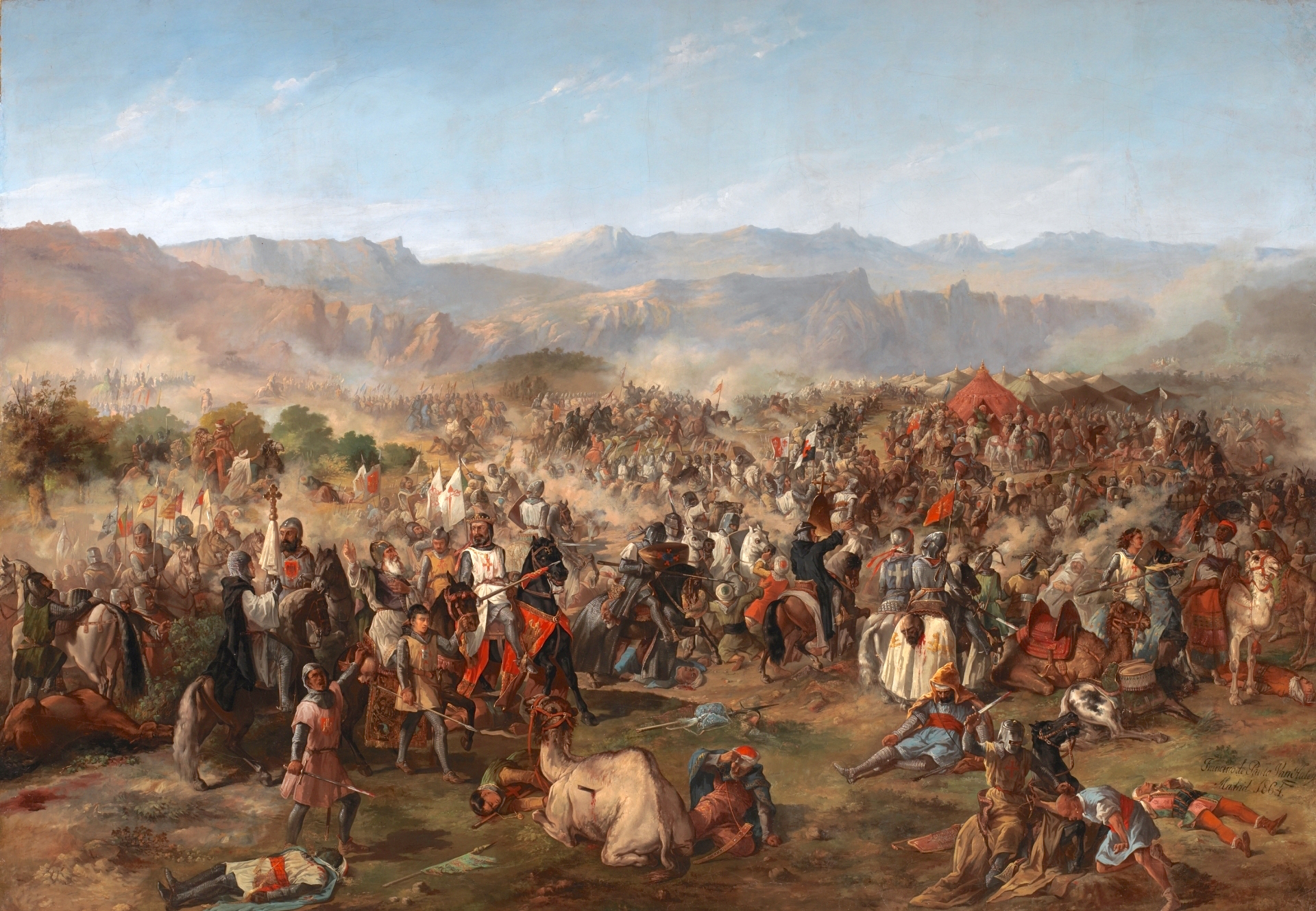
La zona donde se asienta Puertollano comenzó a repoblarse sustancialmente a partir de la batalla de las Navas de Tolosa

De la Edad Media se encuentran las necrópolis visigodas de la Loma de las Sepulturas. También los castillos rurales andalusíes en los cerros que circundan el valle del río. Durante esta época Puertollano estaba en la frontera de los reinos musulmanes y cristianos en continuas luchas, por lo que la zona estaba muy despoblada; esta relativa despoblación cambió a raíz de la victoria de las tropas cristianas sobre las musulmanas en la batalla de Navas de Tolosa, en 1212. A partir de entonces, la comarca comenzó a poblarse, y es en esa época cuando tuvo lugar la fundación de Puertollano.
El nacimiento de Puertollano está ligado al proceso repoblador de Castilla en el siglo XIII, encabezado por la Orden de Calatrava en esta zona y aparece citado por primera vez en la Concordia de 1245 con la denominación de «Puertoplano». Desde el establecimiento de las órdenes militares postemplarias hay constancia escrita de la existencia de la ciudad, con el rango de aldea. Puertollano se beneficia de su ubicación en un paso natural rico en pastos entre el Campo de Calatrava y Sierra Morena, lo que determinará su orientación hacia la ganadería, fundamentalmente ovina.

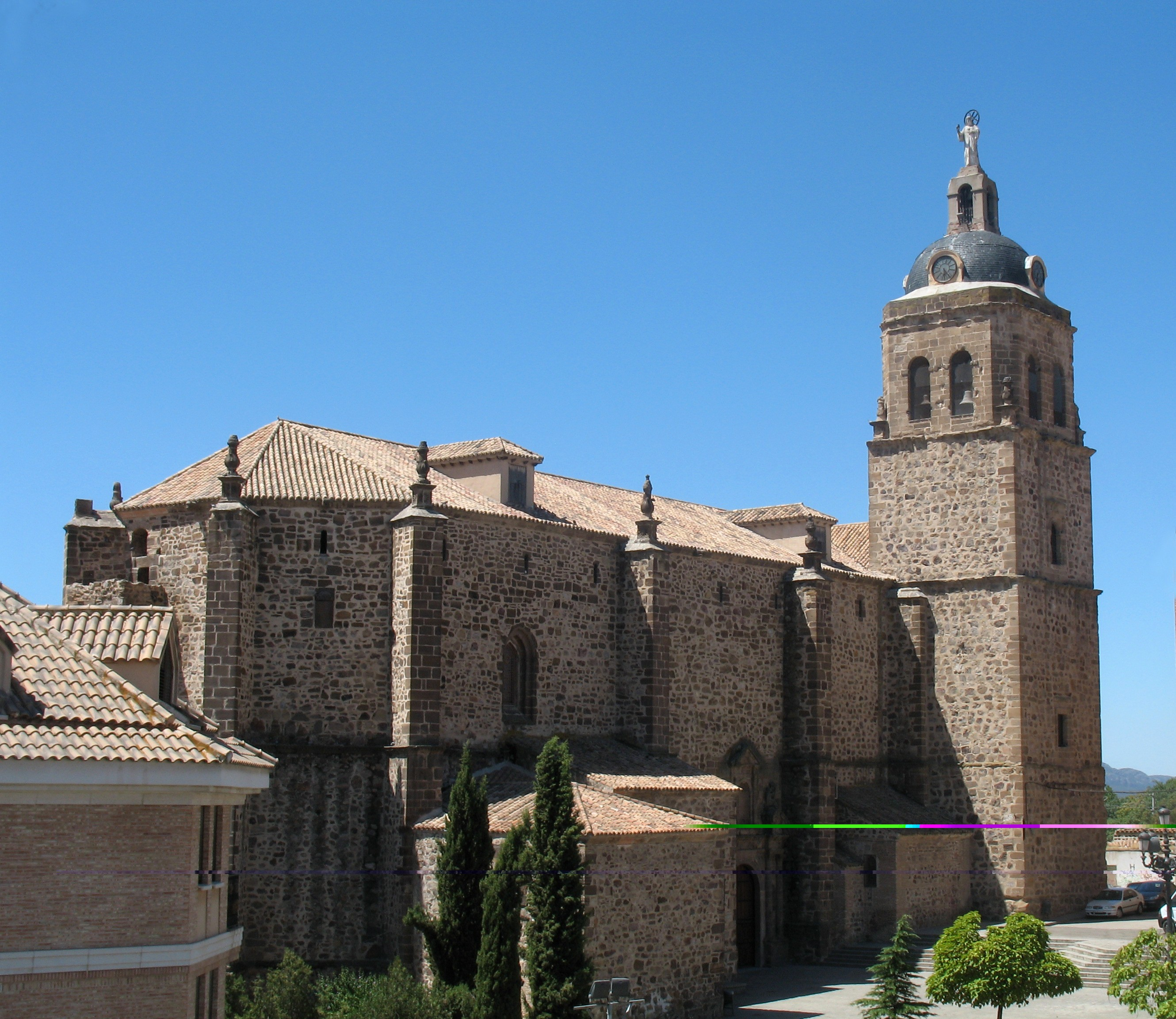
Iglesia de la Asunción

En el siglo XIV la población de Puertollano se dedica a la agricultura y la ganadería. Esta etapa de bonanza se ve enturbiada en 1348 por la aparición de la peste negra, que asoló a toda Europa, y que fue especialmente nefasta para Puertollano. La enfermedad diezmó la población y solo sobrevivieron trece familias. Según la tradición, estos pidieron la protección de la Virgen, y como agradecimiento los supervivientes hicieron promesa de sacrificar trece vacas para dar de comer a los necesitados o a todo aquel que lo demande. Este es el origen de la fiesta del Santo Voto, que se celebra en Puertollano desde entonces el día de la Octava de la Ascensión.

### Edad Moderna
Puertollano tomó rango de villa según privilegio otorgado por Felipe II en el siglo XVI, que desarrolló una industria de fabricación de paños a lo largo de los siglos XVII y XVIII complementada por el pastoreo (ganado de merinas asociado a los pastos del valle de Alcudia), y la agricultura. Puertollano contaba a finales del siglo XIX con varios alfares que surtían de piezas de cerámica a la comarca. La mayor producción era de cantarillas para acarreo del agua agria de la afamada Fuente Agría del paseo de San Gregorio y ollas del Voto. Los alfares desaparecieron a principios de siglo XX.

### Edad Contemporánea

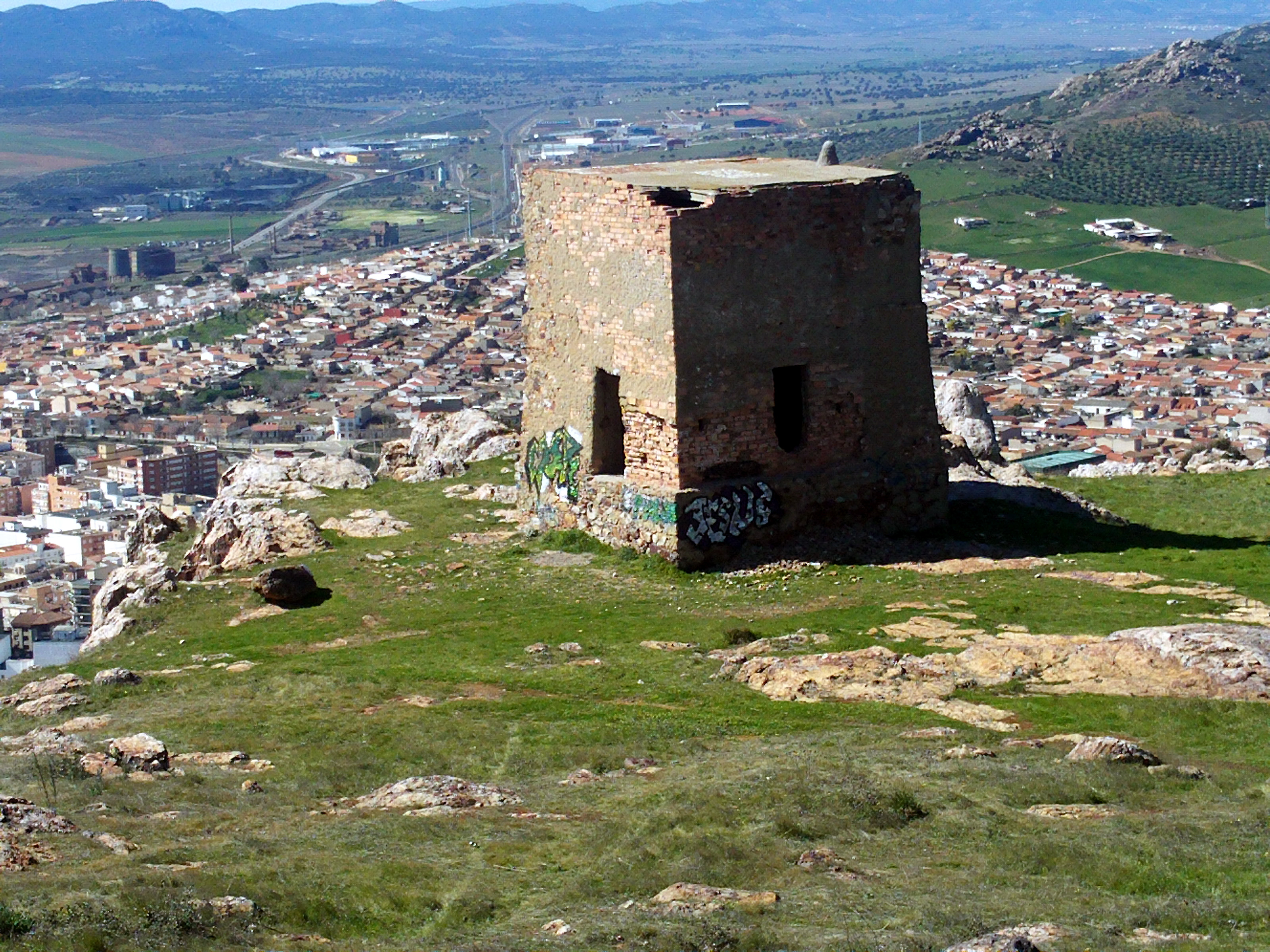
Ruinas de la torre Mathé, una torre de telegrafía óptica construida en el en Puertollano

El verdadero nacimiento económico de Puertollano comienza en el último cuarto del siglo XIX. En 1873 comienza a explotarse la cuenca carbonífera, lo que trae consigo una fuerte inmigración y un espectacular incremento demográfico. Poco antes, se había inaugurado la línea ferroviaria Madrid-Badajoz, con parada en Puertollano.

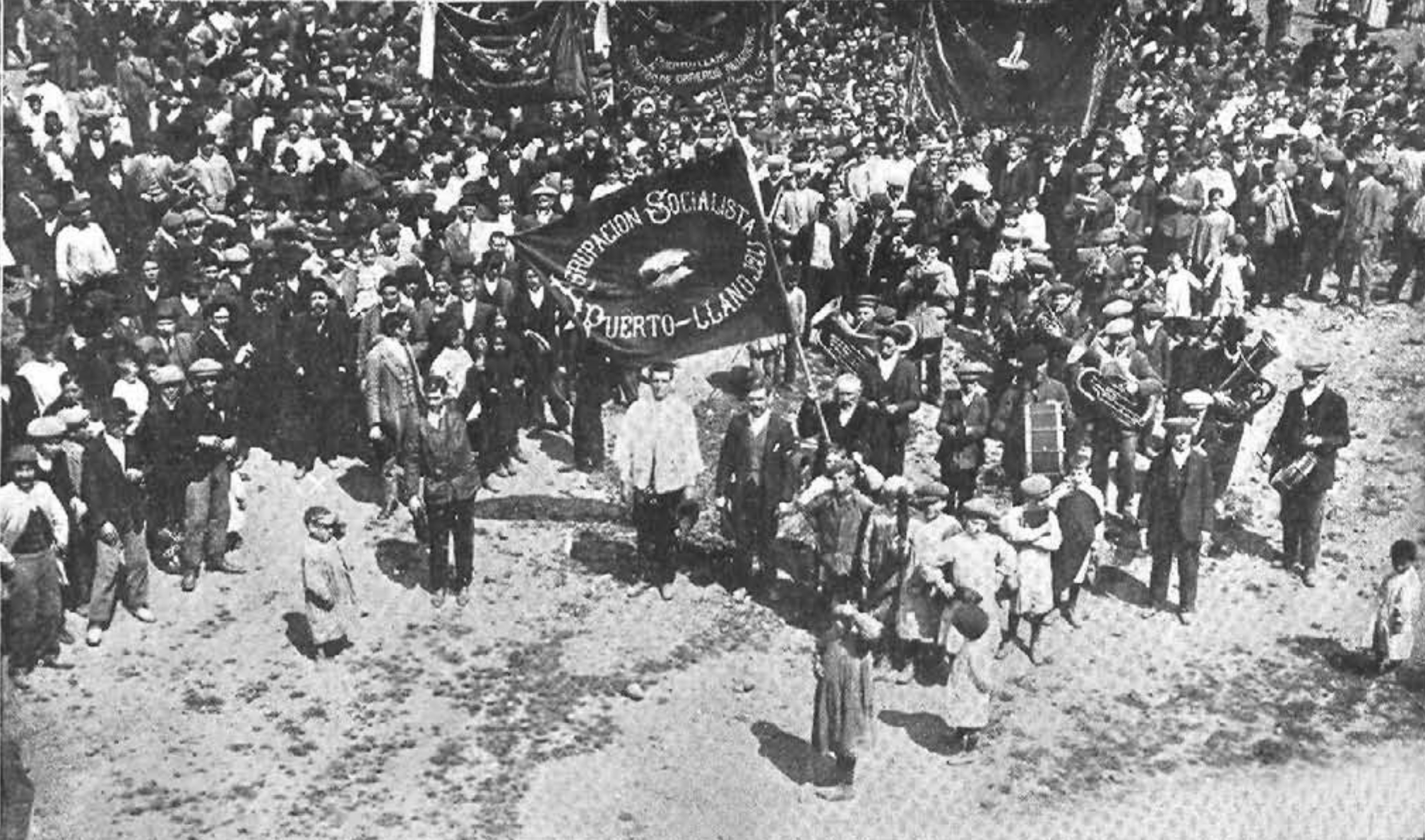
Manifestantes durante el día del trabajo el 1 de mayo de 1913

Entre 1900 y 1960 se registra el verdadero crecimiento de Puertollano, debido sobre todo a la consolidación del desarrollo industrial y la consiguiente inmigración (sobre todo del gran pueblo aledaño de Almodóvar del Campo, el cual entró por ello en una profunda crisis demográfica) con la llegada de trabajadores para emplearse en las minas, primero, y en el complejo petroquímico, después. En 1920 el censo ya era de 20 083 habitantes. En 1925 el rey Alfonso XIII concede a Puertollano el título de ciudad.

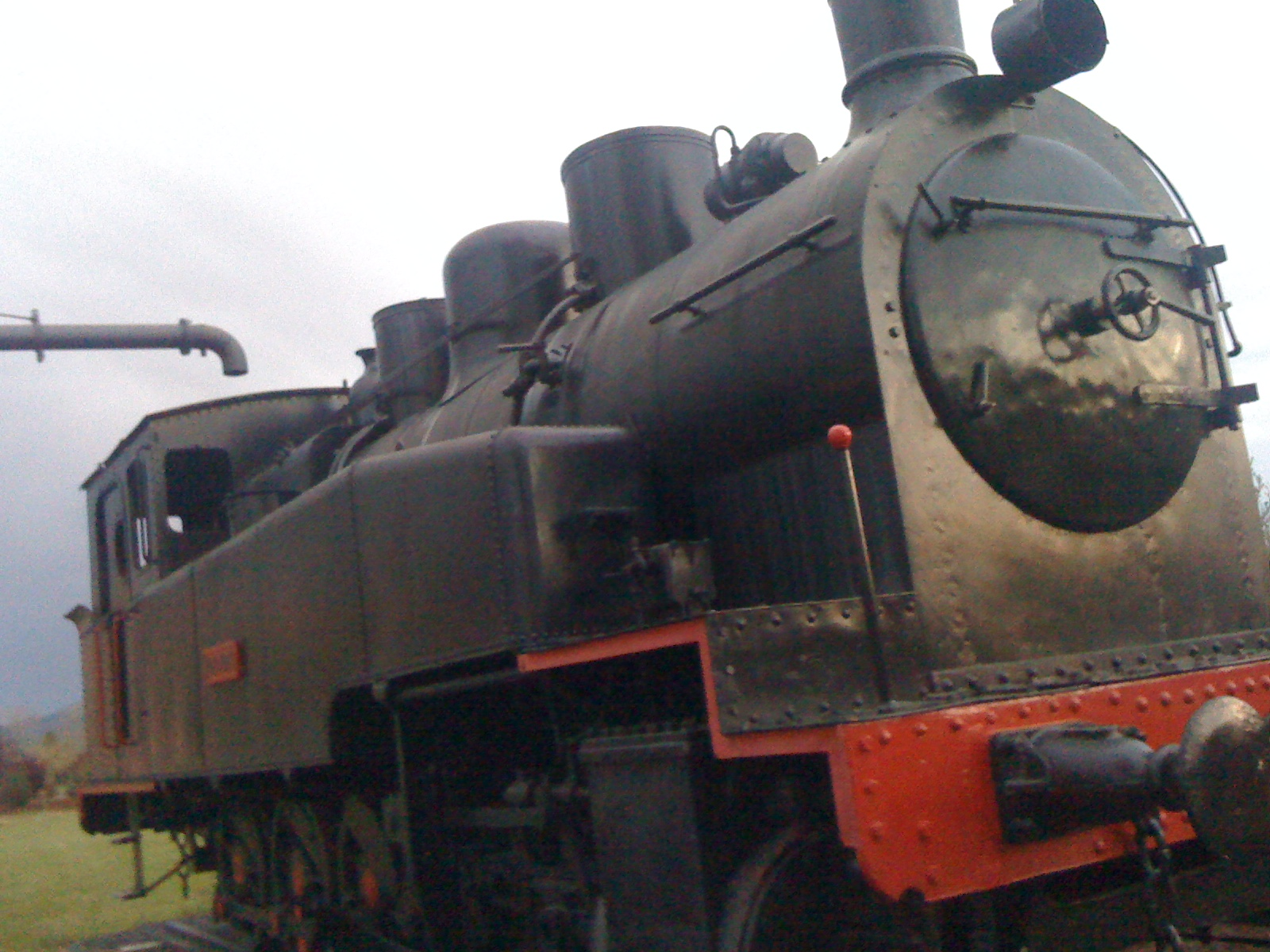
Locomotora 050-T «La Gorda», conservada en el museo de la minería de Puertollano

En estos sesenta años de fuerte florecimiento industrial, dos hitos son especialmente importantes: en 1912 se instaló en el municipio la poderosa Sociedad Minera y Metalúrgica de Peñarroya (SMMP), para la destilación de la pizarra bituminosa. Por otro lado, debido a su actividad minero-industrial, Puertollano se acabó configurando como un importante nudo ferroviario. La SMMP fue la responsable de la creación de dos ferrocarriles de vía estrecha con término en Puertollano: Puertollano-Almodóvar del Campo (1897) y Puertollano-Peñarroya (1927). Otro línea de ferrocarril que llegó a la ciudad en estos años es el Valdepeñas-Puertollano, en marzo de 1903.
En 1942 se funda la Empresa Nacional Calvo Sotelo por el Instituto Nacional de Industria con el fin de obtener petróleo de las citadas pizarras, cuyo fruto es el actual Complejo Industrial Petroquímico de Repsol. 
La importancia de la cuenca minera no se tradujo únicamente en el aumento de población, sino en la política local, en la cual irrumpen con fuerza los sindicatos obreros. En las primeras décadas se constituyen los primeros sindicatos obreros (el sindicato minero La Precisa y el sindicato de mecánicos El Bien, ambas en 1910) así como la rama local de la Confederación Nacional del Trabajo (CNT), en 1917. También obtiene notorio arraigo en la ciudad el Partido Radical de Lerroux. En las elecciones municipales de 1914 una mayoría de concejales obreros (entre ellos uno socialista) permiten la elección del primer alcalde obrero en la historia de Puertollano, el metalúrgico Eduardo Gómez, que ocupa la alcaldía hasta 1916. A finales de la década de 1920, la mayoría de sindicatos independientes se integran en la CNT o en la UGT. Durante la posguerra, hubo un intento de huelga en las minas en abril de 1964 simultáneo al de otras en Huelva y Asturias. 
En 1955 la SMMP cedió sus ferrocarriles al Estado ante el déficit que arrastraban; fueron transferidos a FEVE. A principios de la década de 1960 se inicia el cierre de explotaciones de la cuenca minera, cerrando la última el 1 de enero de 1976. Finalmente, en 1970 los ferrocarriles de vía estrecha fueron clausurados.

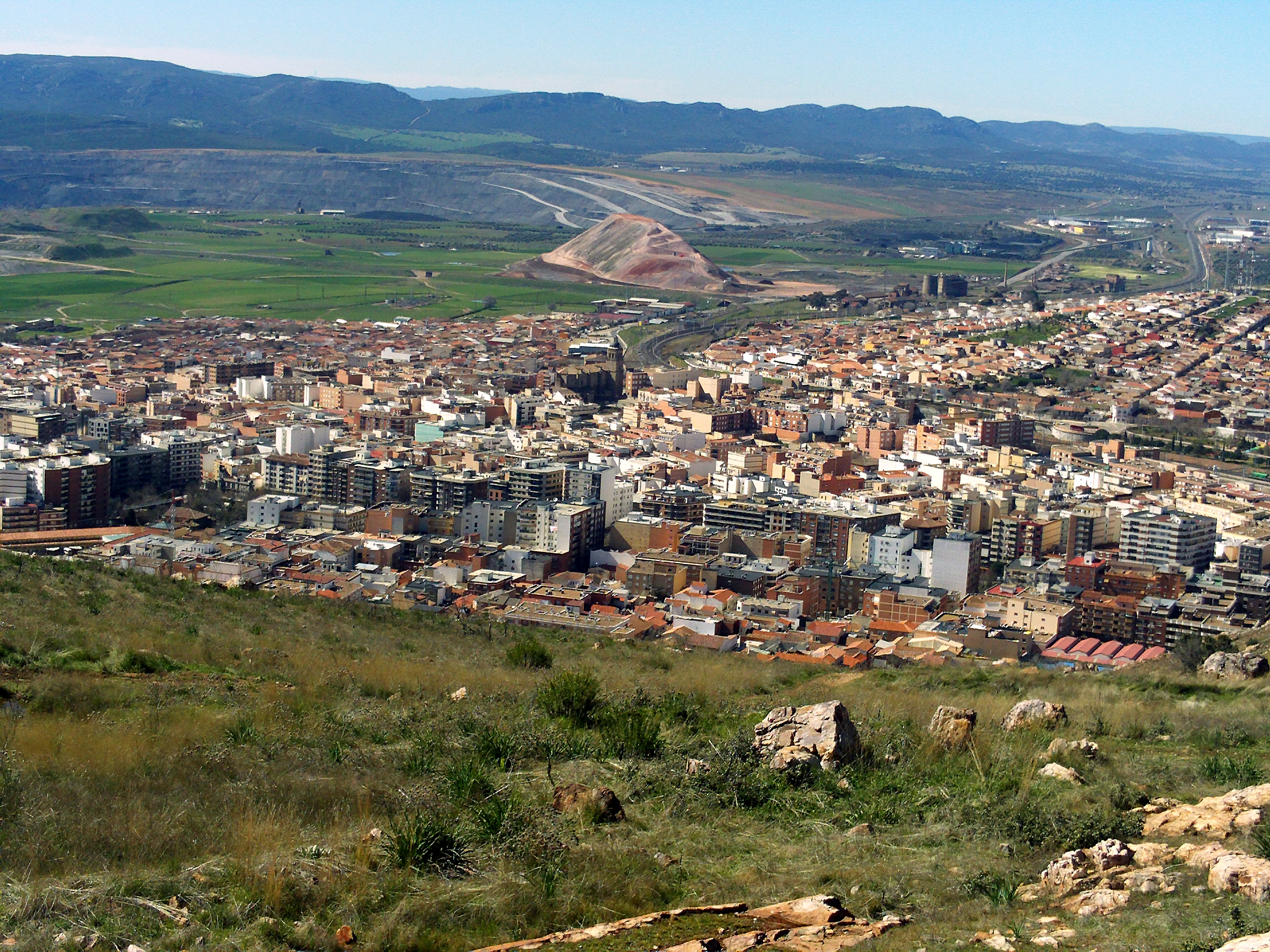
Vista de Puertollano en el

La inauguración de la línea de alta velocidad Madrid-Sevilla en 1992 dio nuevas perspectivas para vitalizar la economía de la ciudad. Con la implantación de dos grandes empresas de construcción de placas solares y montaje de dichas placas Solaria Energía y Medio Ambiente y Silicio Solar, la ciudad tiene una nueva alternativa para el trabajo y un futuro ecológico. Existen también un proyecto termosolar de Iberdrola, así como el de energía fotovoltaica de Renovalia.
Al margen de estas alternativas privadas, existen también otros importantes proyectos con participación pública: el Instituto de Sistemas Fotovoltaicos de Concentración (ISFOC) y el Instituto Nacional del Hidrógeno.

## Demografía

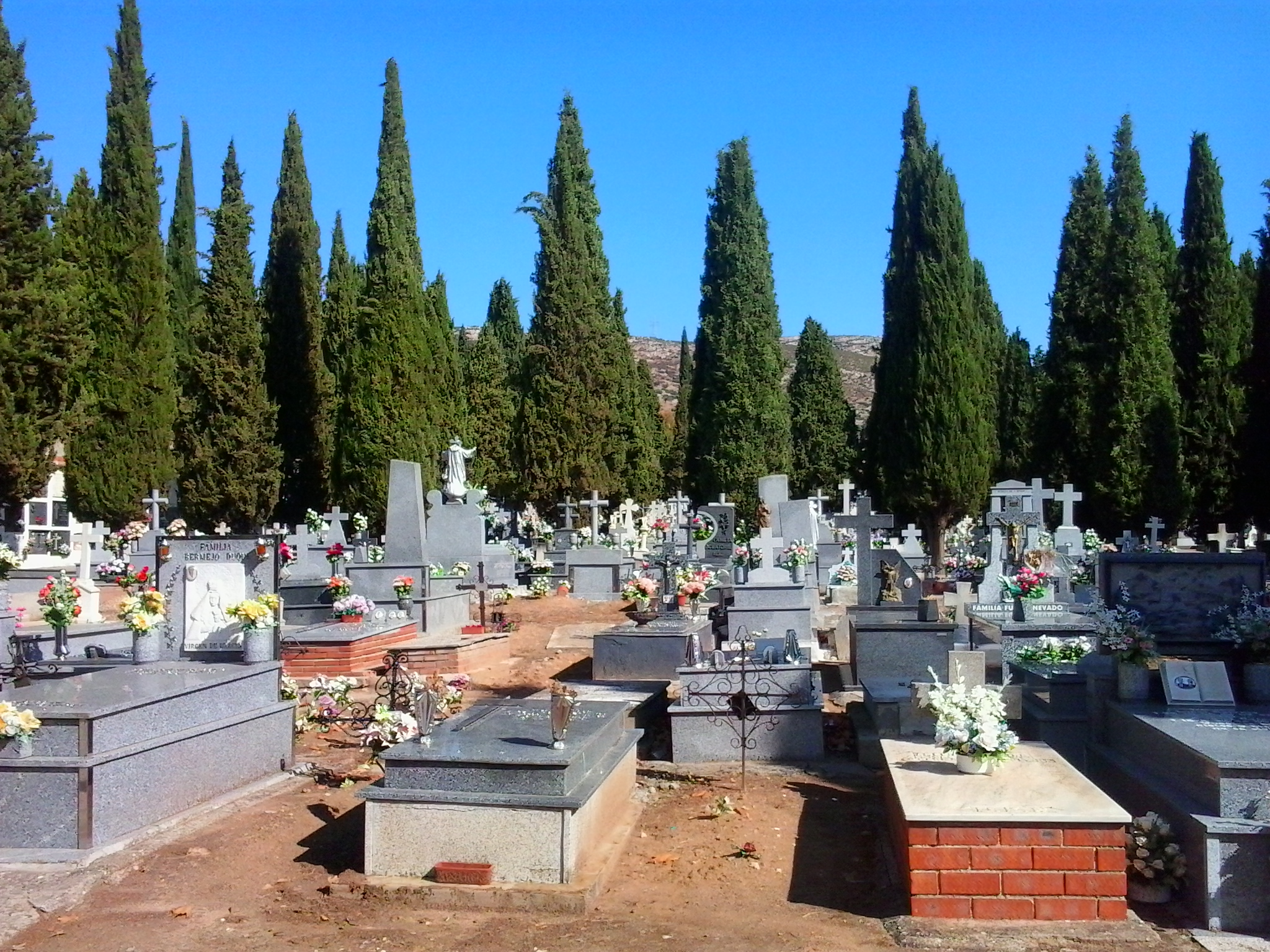
Cementerio

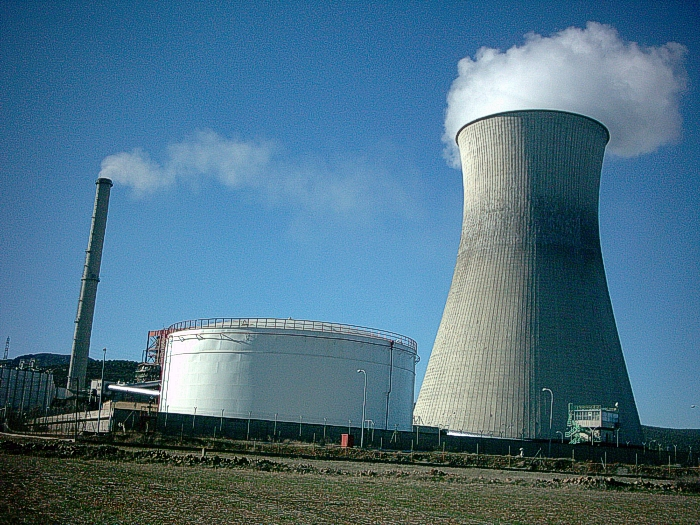
Torre de refrigeración de la central térmica

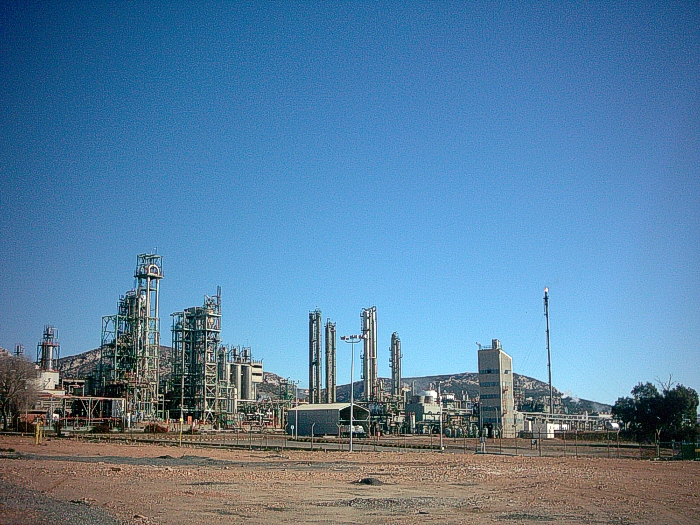
Refinería de Puertollano

Puertollano cuenta con una población de 45 195 habitantes (INE 2024).
| Gráfica de evolución demográfica de Puertollano entre 1842 y 2021                                                   |
| |
| Población de derecho según los censos de población del INE Población de hecho según los censos de población del INE |

Es el séptimo municipio más poblado de la comunidad autónoma tras Albacete, Guadalajara, Toledo, Talavera de la Reina, Ciudad Real y Cuenca.

## Economía
Su economía estuvo basada en el pasado en la agricultura, la ganadería, los textiles y las minas de carbón y pizarras bituminosas. Hasta 1873 no se descubrieron yacimientos de carbón. La extracción del mineral fue controlada por la Sociedad Minera y Metalúrgica de Peñarroya (SMMP) y los años de la Primera Guerra Mundial, con las minas a pleno rendimiento, fueron de bonanza para la comarca. Siguieron en explotación durante los años veinte, la Segunda República y la Guerra Civil. Tras el conflicto la producción creció hasta el año 1958, después disminuyó paulatinamente y llegó el cierre de las minas en 1976 por parte de Hullera del Centro S. A. No obstante, durante el año siguiente desembarcó en Puertollano la Empresa Nacional Carbonífera del Sur (Encasur) para hacer la explotación a cielo abierto. Actualmente ha abierto expediente de regulación de empleo.
En la actualidad existe una refinería de Repsol en las afueras de la localidad. En el sector termoeléctrico posee dos centrales, las de E-on Central térmica de Puertollano (cerrada en la actualidad) y Elcogas, basadas ambas en la combustión de carbón, siendo la segunda de tipo GICC, que fue demolida en 2015. En cuanto al sector minero, solamente queda en explotación una mina (EMMA) de la cual, ENCASUR (empresa que la explota), extrae carbón a cielo abierto (cerrada en la actualidad). 

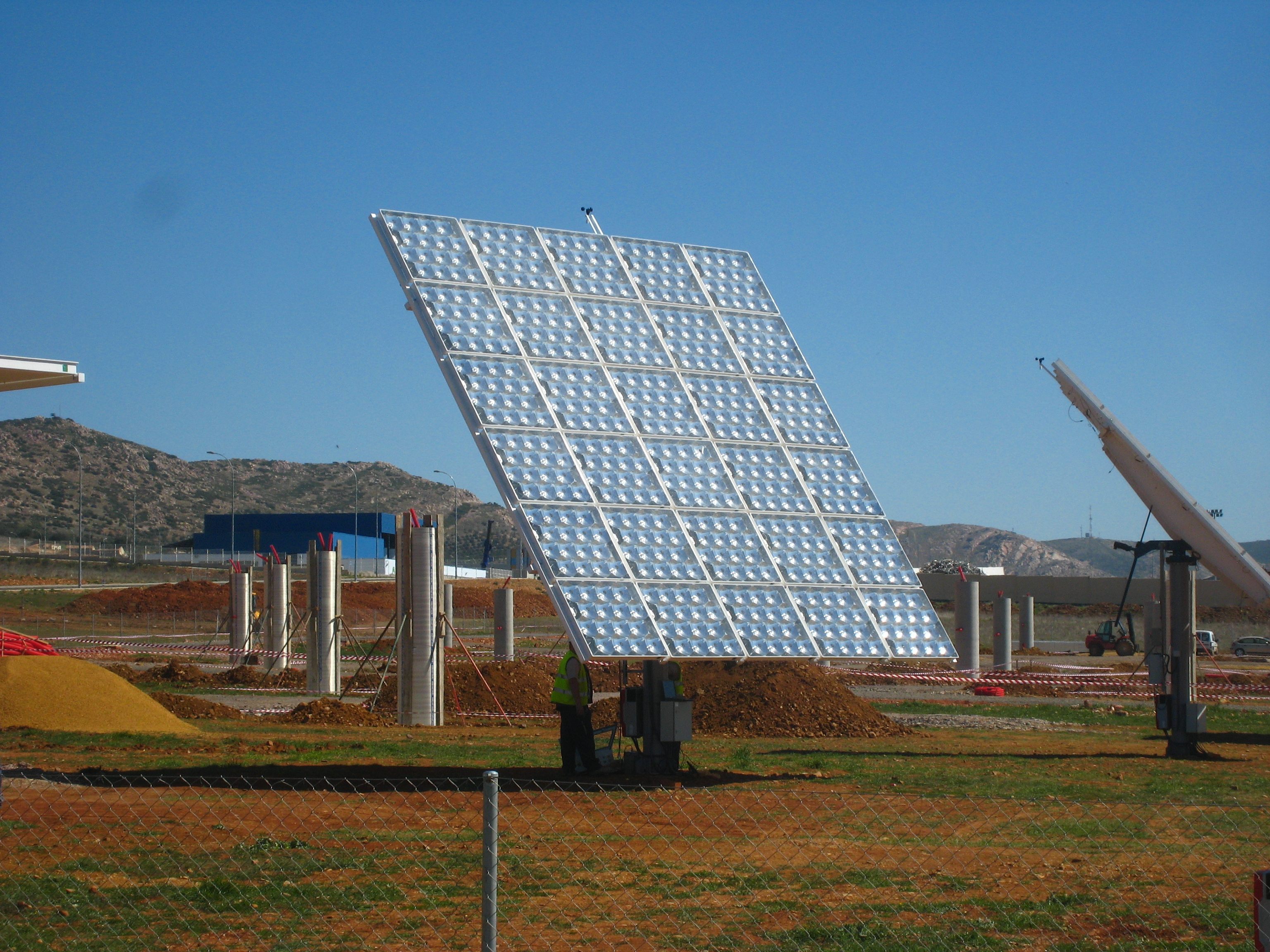
Fase de construcción de un panel solar del Instituto de Sistemas Fotovoltaicos de Concentración

Actualmente, la economía está viviendo un importante avance debido a la disponibilidad de un suelo industrial muy bonificado por el municipio y la comunidad autónoma y la instalación de un gran número de empresas relacionadas con la producción de materiales energéticos alternativos, sobre todo paneles solares. Desde hace unos años, a Puertollano se le apoda Ciudad de la Energía,[cita requerida] siendo una de las ciudades más importantes de España y estando a la cabeza de Europa en cuanto a energías limpias[cita requerida].
La característica de Puertollano más llamativa es su emplazamiento. Situada en una de las comarcas más deprimidas de España y con pequeños y dispersos núcleos rurales (casi todos ellos en recesión),[cita requerida] Puertollano hace las veces de una gran ciudad demandando trabajo especializado y comercio a toda su comarca, norte de los Pedroches (Córdoba) y gran parte de la provincia de Ciudad Real.

## Administración y política

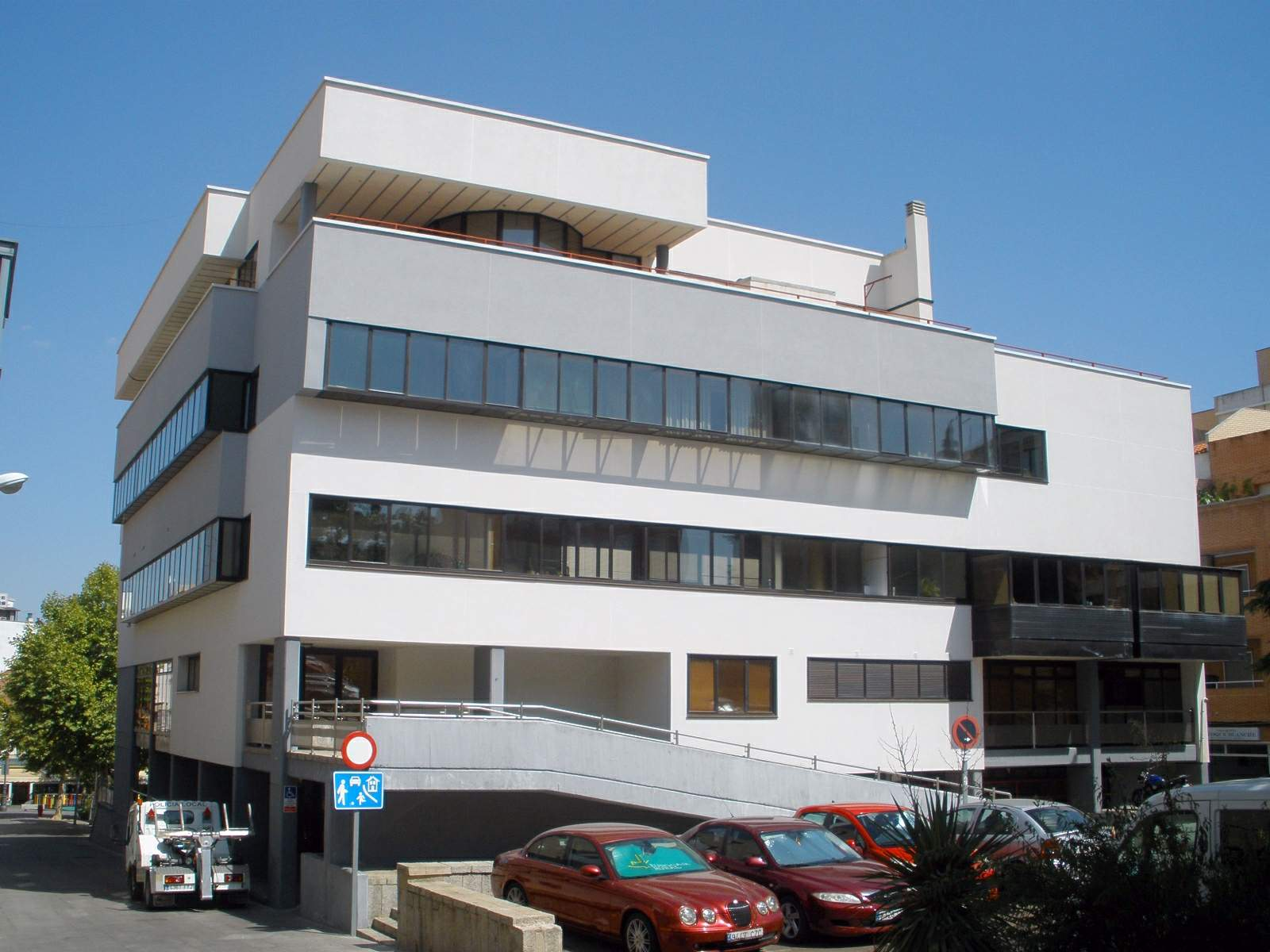
Ayuntamiento de Puertollano

| Periodo   | Nombre                         | Partido | Partido                                  |
| --------- | ------------------------------ | ------- | ---------------------------------------- |
| 1979-1991 | Ramón Fernández Espinosa       |         | Partido Socialista Obrero Español (PSOE) |
| 1991-1993 | Santiago Moreno González       |         | Partido Socialista Obrero Español (PSOE) |
| 1993-1994 | Manuel Juliá Dorado            |         | Partido Socialista Obrero Español (PSOE) |
| 1994-2004 | Casimiro Sánchez Calderón      |         | Partido Socialista Obrero Español (PSOE) |
| 2004-2013 | Joaquín Carlos Hermoso Murillo |         | Partido Socialista Obrero Español (PSOE) |
| 2013-2019 | Mayte Fernández                |         | Partido Socialista Obrero Español (PSOE) |
| 2019-2021 | Isabel Rodríguez García        |         | Partido Socialista Obrero Español (PSOE) |
| 2021-2023 | Adolfo Muñiz                   |         | Partido Socialista Obrero Español (PSOE) |
| 2023-act. | Miguel Ángel Ruiz              |         | Partido Popular (PP)                     |

| Partido político                         | 2019  | 2019  | 2019       | 2015  | 2015  | 2015       | 2011   | 2011  | 2011       | 2007   | 2007  | 2007       | 2003   | 2003  | 2003       |
| Partido político                         | Votos | %     | Concejales | Votos | %     | Concejales | Votos  | %     | Concejales | Votos  | %     | Concejales | Votos  | %     | Concejales |
| Partido Socialista Obrero Español (PSOE) | 9363  | 42,77 | 10         | 9707  | 39,95 | 11         | 11 474 | 44,51 | 12         | 13 759 | 57,75 | 15         | 11 500 | 44,71 | 12         |
| Ciudadanos (CS)                          | 4010  | 18,32 | 3          | 2615  | 10,76 | 3          | —      | —     | —          | —      | —     | —          | —      | —     | —          |
| Partido Popular (PP)                     | 3233  | 14,77 | 3          | 6333  | 26,07 | 7          | 10 028 | 38,90 | 10         | 7792   | 32,71 | 8          | 10 313 | 40,09 | 11         |
| Podemos-Ganemos-Izquierda Unida (IU)     | 2375  | 10,85 | 2          | 4143  | 17,05 | 4          | 2866   | 11,12 | 3          | 1930   | 8,10  | 2          | 2769   | 10,76 | 2          |
| Vox                                      | 1222  | 5,58  | 1          | —     | —     | —          | —      | —     | —          | —      | —     | —          | —      | —     | —          |
| Íber                                     | 1211  | 5,53  | 1          | —     | —     | —          | —      | —     | —          | —      | —     | —          | —      | —     | —          |

## Patrimonio

### Arquitectura religiosa
- Iglesia de Nuestra Señora de la Soledad (siglo XIV)

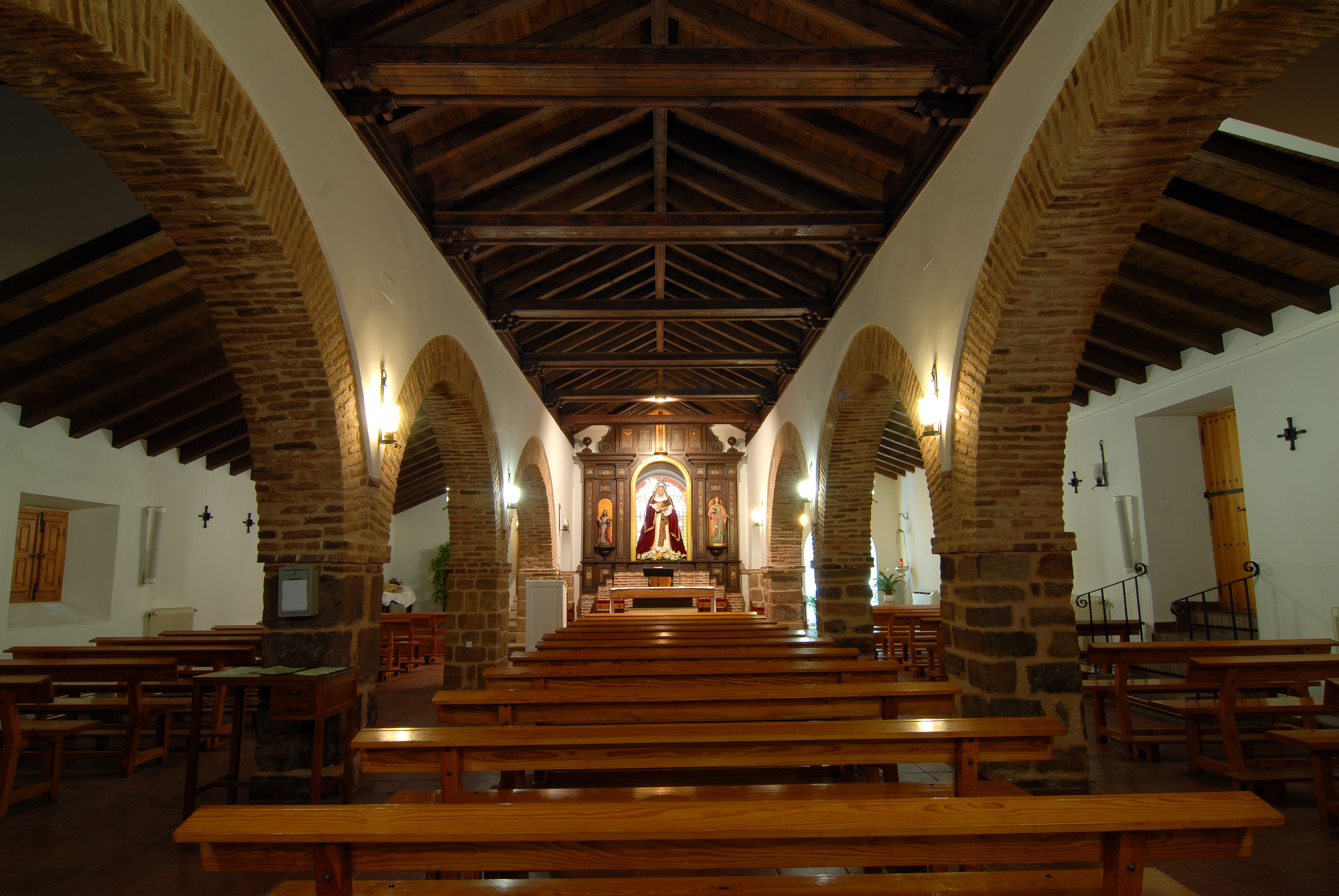
Interior de la iglesia de la Soledad

Antiguo templo dedicado a San Mateo (siglos XIV-XV). Es el edificio religioso más antiguo de Puertollano conservado íntegramente. Se desconoce la fecha exacta de su construcción, aunque se piensa que puede datar del siglo XIV o XV. Antigua ermita originariamente dedicada a San Mateo, se transforma el culto en el siglo XVIII, pasando la advocación a la Virgen de la Soledad.
El templo estaba emplazado junto a la ruta habitual que tomaban los campesinos lugareños para ir a trabajar al campo. En sus inicios, la edificación estaría prácticamente rodeada de tierras de cultivo (huertos o eras), con la excepción de la casa del santero, que se encontraba adosada al recinto. La ermita ha tenido tanto usos religiosos y litúrgicos como laicos, ya que llegó a utilizarse en el siglo XVI como obrador de paños, en pleno auge de la actividad textil. Las imágenes originales que existían en la ermita fueron destruidas durante la contienda civil. Posteriormente, se colocó a la Virgen de la Soledad en el centro del retablo, quedando San Mateo ubicado a la derecha de la Virgen.
- Iglesia de la Virgen de Gracia (siglo XV)

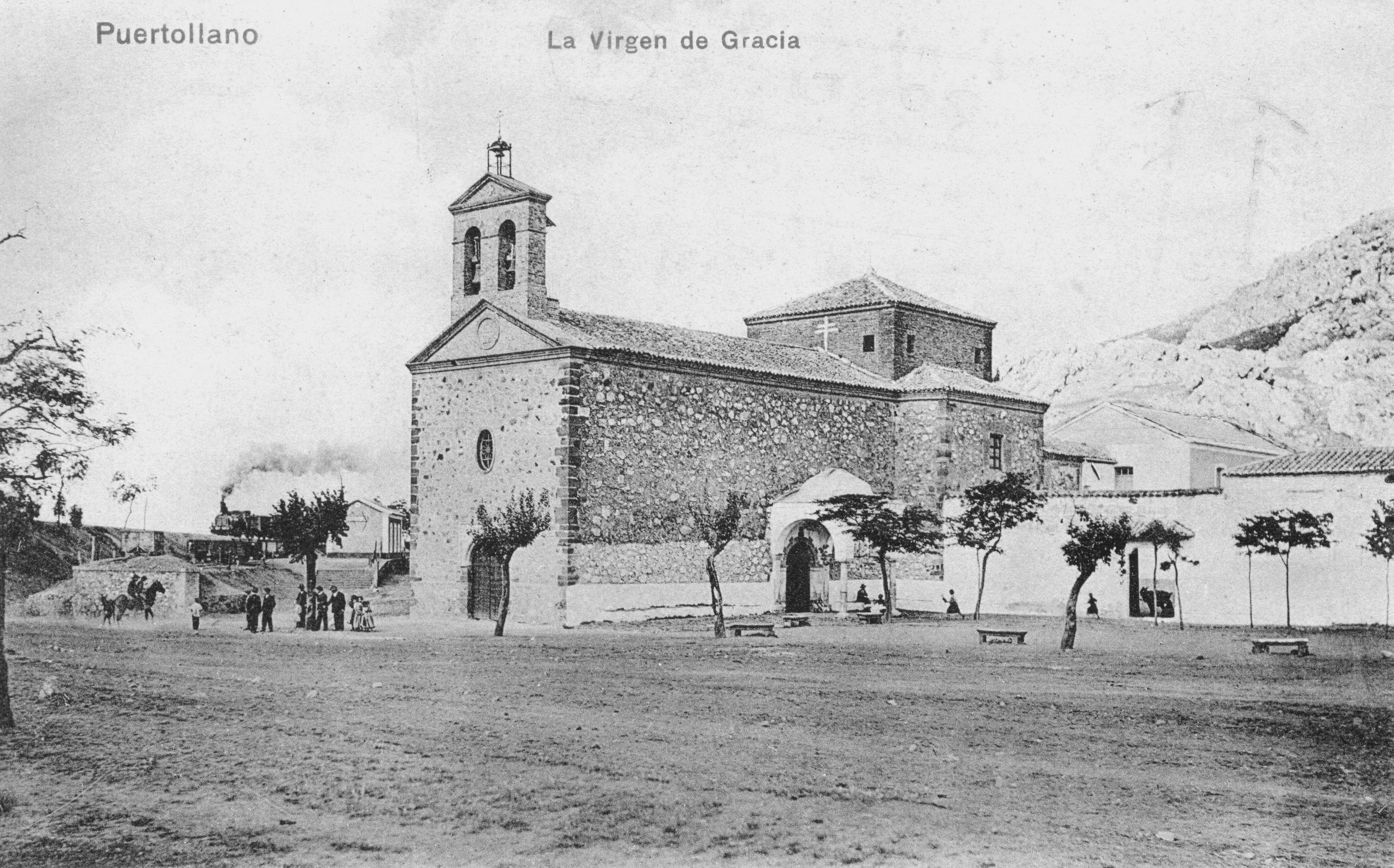
Iglesia de la Virgen de Gracia

Patrona de la ciudad de Puertollano. La ermita fue construida en 1489 por los habitantes de Puertollano en honor a María Santísima por sobrevivir a la peste que en 1348 había azotado la ciudad. El nombre de la ermita parece responder a la gracia que la Virgen había concedido a esta villa. El edificio está construido en piedra, mide 40 m de largo por 7 m de ancho, y estaba rodeado a principios del siglo XX por verjas de hierro que guardaban el recinto sagrado. A lo largo de los siglos ha ido sufriendo bastantes modificaciones. Fue incendiada en 1936 y reconstruida en 1940. Desde principios del siglo XX las dependencias anejas fueron modificadas, destinándose a escuelas hasta 1932.
Al finalizar la Guerra Civil, en la que se destruyó el antiguo retablo de madera, se realizó uno de escayola, con tres calles y tres cuerpos, que resaltan las cuatro esbeltas columnas salomónicas cubiertas de pámpanos y racimos. La calle central está ocupada enteramente por la Virgen y en la zona inferior existe una copia de una Anunciación de Murillo. Sobre ella, el camarín con la imagen de la Patrona, adquirida a finales de 1939 en Sevilla, realizada por el escultor Castillo Lastrucci, y a la que se le unieron las manos y el Niño de la imagen destruida durante la contienda civil. En las calles laterales, sendas imágenes de Santa Lucía y San Antonio de Padua.
- Iglesia de la Asunción (siglo XVI)

Declarada Bien de Interés Cultural en julio de 1992, con la categoría de Monumento, por la Junta de Comunidades de Castilla-La Mancha. Esta iglesia fue edificada en el siglo XVI sobre el terreno que ocupaba un antiguo templo dedicado a Santa María. La construcción está realizada en mampostería de piedra y sillar en esquinas y contrafuertes. Presenta dos portadas, una al norte y otra al sur.

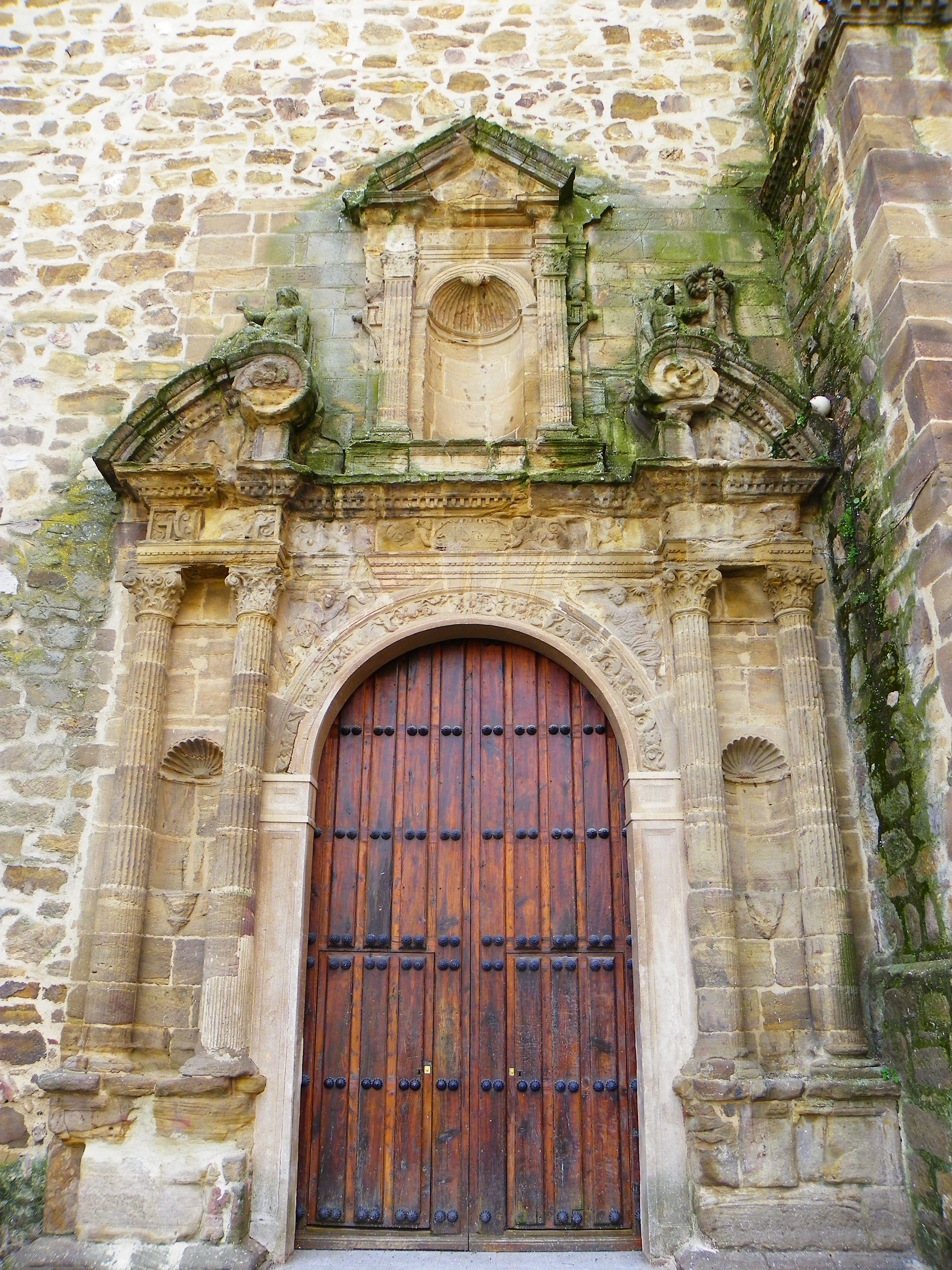
Portada norte de la iglesia de la Asunción, que data de 1562

Portada norte: la portada más temprana es la del acceso norte, de cuyas formas erosionadas por el tiempo se desprende una filiación estilística conforme al manierismo arquitectónico imperante en España desde la tercera década del siglo XVI. Concebida a modo de arco triunfal romano, sobre su erosionado basamento apean cuatro columnas de orden corintio dispuestas dos a dos entre cuyos intercolumnios se disponen dos hornacinas aveneradas concebidas para el cobijo de sus correspondientes esculturas. El arco de ingreso aparece caracterizado por una rosca en la que se disponen una sucesión de querubines y por las dos virtudes que se adaptan al espacio de la enjuta. La parte inferior remata con su correspondiente entablamento derivado asimismo del orden corintio, en cuyo friso se disponen unas desgastadas labores de grutesco flanqueando una cartela de cueros recortados en la que apreciamos la fecha de 1562. El segundo cuerpo, partiendo de un potente frontón curvo partido, sobre cuyos aletones se disponen las alegorías de la Fe y la Fortaleza (perfectamente identificadas con sus correspondientes cartelas), remata en una estructura de templete clásico compuesta como la inferior a partir del binomio arco-dintel rematando en un frontón triangular que parece haber perdido la figura del querubín que cobijaba. La deteriorada inscripción del entablamento superior parece aludir a la Titular del templo. A pesar de lo deteriorado de su aspecto se trata de un notable ejemplar de portada manierista comparable a los mejores ejemplos de la región manchega.

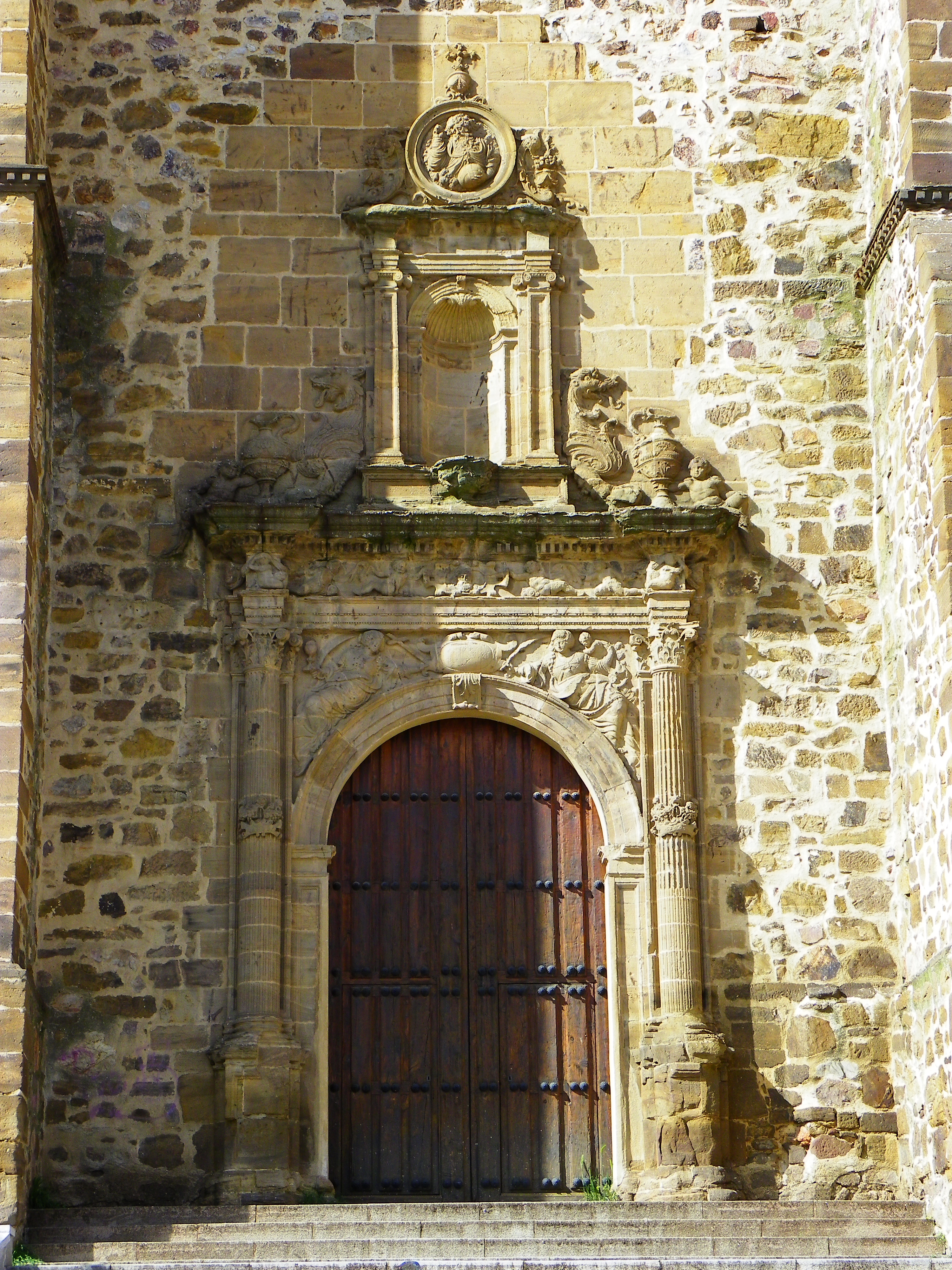
Portada sur de la iglesia, de 1574

Portada Sur: Debido a su ubicación al mediodía, la portada sur presenta unos perfiles más definidos en cuanto a su conservación. En este caso el anónimo maestro opta por una solución arquitectónica similar a la de la portada norte –esquema en arco triunfal romano- aunque dotándola de mayor simplicidad y elegancia, fruto de la depuración de líneas imperante en la arquitectura hispana en el último tercio del siglo XVI. En este caso, partiendo del basamento encontramos un único par de columnas corintias con sus respectivas traspilastras rematando en un entablamento que corresponde al mismo orden y cuyo friso aparece ornamentado de nuevo con figuras del repertorio del grutesco. El arco de ingreso se nos muestra sobriamente moldurado y únicamente animado por una carnosa hoja de acanto en la dovela clave. En las enjutas, alegorías de la Fe y la Caridad estilísticamente en consonancia con el arte romanista introducido en este momento en España. El segundo cuerpo, concebido a modo de templete jónico y caracterizado por una mayor depuración, aparece rematado por un tondo con la figura arrebatadora de un Dios Padre bendiciendo a la Humanidad y portando un orbe, tondo que armoniza perfectamente con el templete inferior gracias a los elaborados aletones que rematan en cabezas de dragón fantaseadas. El tránsito entre el primer y el segundo cuerpo se aborda con la disposición de prótomos de animales de carácter híbrido, jarrones y niños «miguelangelescos» que campean sobre la cornisa. La fecha de 1574 inscrita en una de las cartelas que cuelgan a mitad del fuste de las columnas nos habla del conocimiento del tracista de la obra de los focos artísticos más atentos a la vanguardia del momento.
La torre posee en su vertiente norte dos ventanas renacentistas y son numerosas las marcas de metralla de la Primera Guerra Carlista que pueden verse en ella. En las fachadas norte y sur se abren sendos ventanales góticos y en el ábside de la iglesia se encuentra el escudo de los Austrias, del que tomaría la ciudad el suyo. También aparece un reloj de sol en la fachada sur fechado en 1604. La iglesia sufrió dos incendios, uno en 1838 durante la Primera Guerra Carlista y otro en 1936 en la guerra civil española. Posteriormente, el edificio ha pasado por varias reconstrucciones, realizándose la última en el año 1990.

### Parques y jardines
- Paseo de San Gregorio

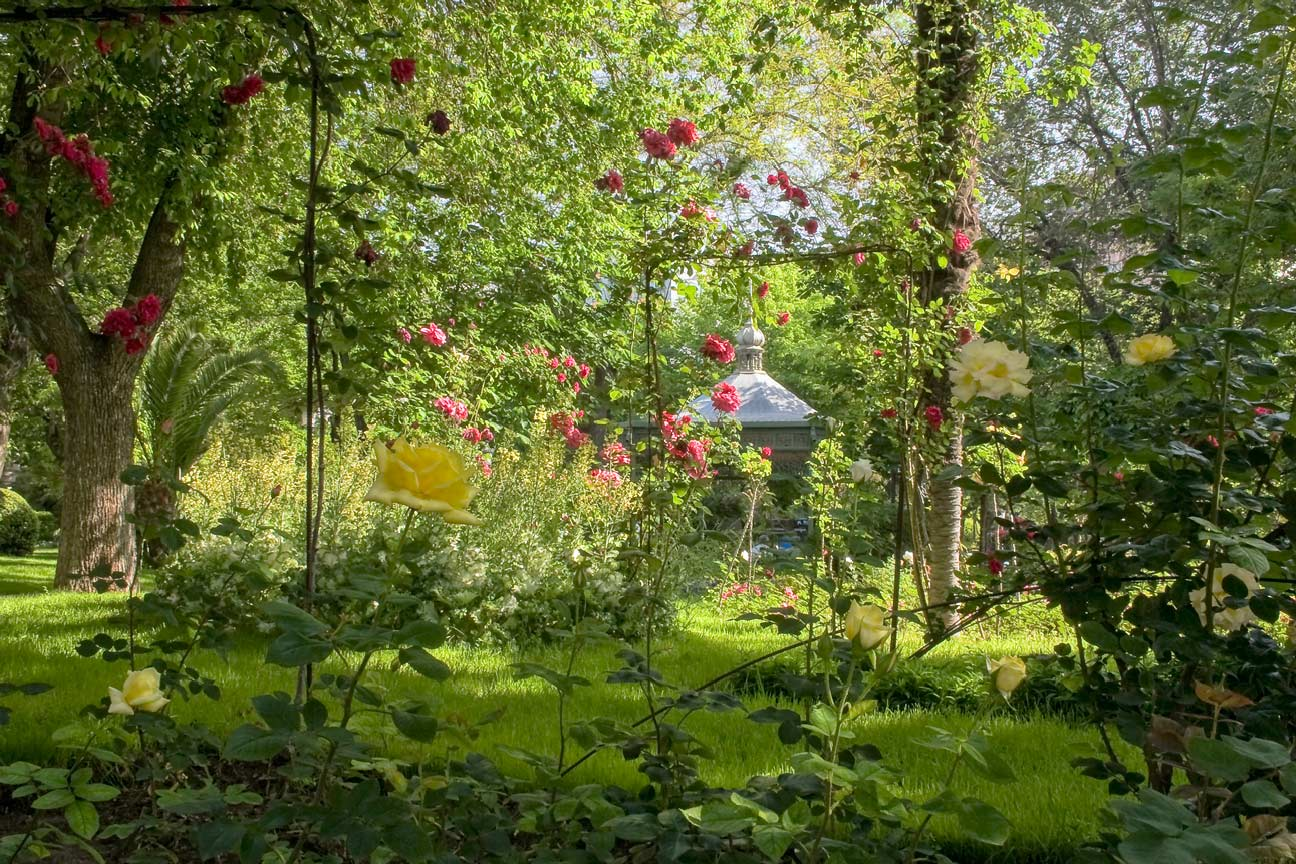
Paseo de San Gregorio

Jardín botánico del siglo XIX. Se asienta en lo que un día fue el Ejido o Prado de San Gregorio (campo común a los vecinos donde se encontraban las eras y solían pastar los rebaños). El nombre de San Gregorio se debe a la ermita que se levantaba junto al Ejido bajo la advocación de este santo, protector ante las innumerables plagas de langostas que asolaban estas tierras. El Ejido de San Gregorio se fue transformando en amplios paseos que conectaban la Fuente Agria con la Virgen de Gracia. El nacimiento de lo que hoy se llama paseo de San Gregorio (siglo XIX) se debe a la construcción de la Casa de Baños y a la importancia que fue adquiriendo a mediados del siglo XIX como una necesidad de los propios baños: un lugar agradable por donde pasear y que a su vez sirviese de terapia a los enfermos que venían buscando remedio a sus dolencias.

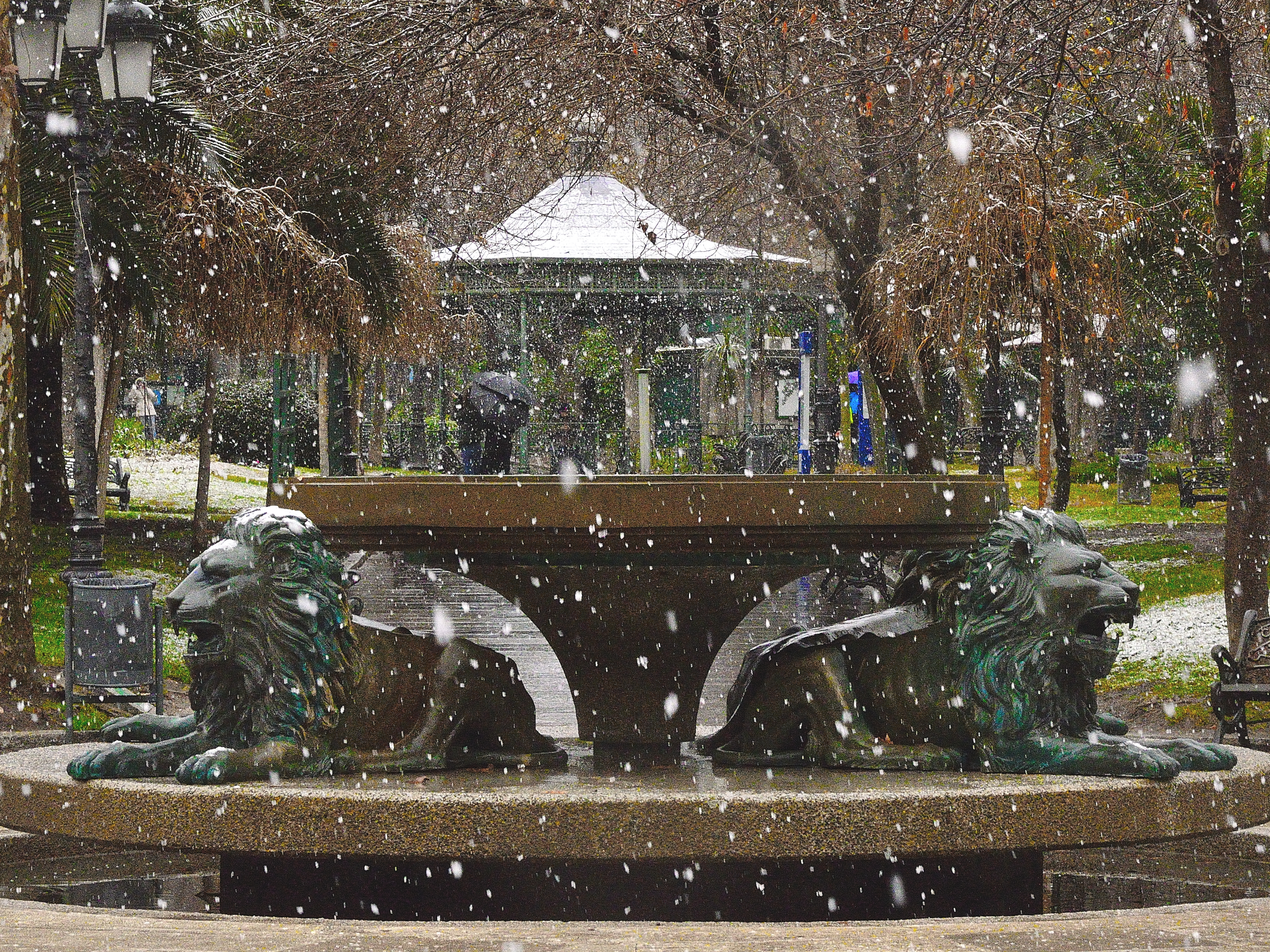
Fuentes Agria y de los Leones

Es considerado como la zona verde más significativa de la ciudad, destinada al descanso y el recreo de todos los ciudadanos. Se caracteriza por una gran densidad de vegetación, de gran valor ornamental y diversidad de especies arbóreas. El paseo de San Gregorio posee una superficie total de 22 383 m² y recoge elementos tan singulares como la Casa de Baños, Fuente Agria, Concha de la Música, y Reloj de Flores. Uno de los elementos dignos de mencionar aparte es la Fuente de los Leones, que ya existía en los años veinte del pasado siglo. Con la construcción del nuevo paseo en los años noventa se sustituyó por una fuente más moderna pero que mantenía su identidad, mayor que la original, y con la majestuosidad que proporcionan los cuatro leones de bronce que la custodian.
- Parque del Terri

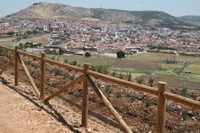
Parque del Terri

Escombrera artificial elevada a partir de la década de 1920 con las cenizas y escorias de carbón procedentes del lavadero y destilería de carbones y pizarras bituminosas de Calatrava. Con una altura de 80 m, dejó de utilizarse en la década de 1960, cuando la empresa Peñarroya cerró sus instalaciones. En 2008, el Ayuntamiento en su afán por conservar y poner en valor el patrimonio minero, planifica la transformación de este montículo en una zona verde para el recreo y ocio de la población. El parque del Terri se inaugura en junio de 2010. Existen varias teorías sobre su denominación, posiblemente de origen francés (Terrier, Terril), aunque la única denominación por la que podría ser sustituida es por la de monte del Terri, el monte de los mineros, el monte de los esfuerzos. Junto a la Nacional 420 se ha ejecutado un área de entrada con una gran explanada de zahorra compactada como pavimento que sirve como aparcamiento a aquellos visitantes que pretendan acceder peatonalmente a la coronación de la montaña. En lo alto de la montaña se puede disfrutar de diversas vistas de Puertollano, desde la mina a cielo abierto a Encasur, las antiguas instalaciones de la Sociedad Minero Metalúrgica de Peñarroya, los castilletes, el polígono La Nava, la sierra de Puertollano y una amplia estampa de la ciudad. Se han colocado diversos paneles informativos para que el visitante pueda conocer con todo detalle cada uno de los puntos que está contemplando.

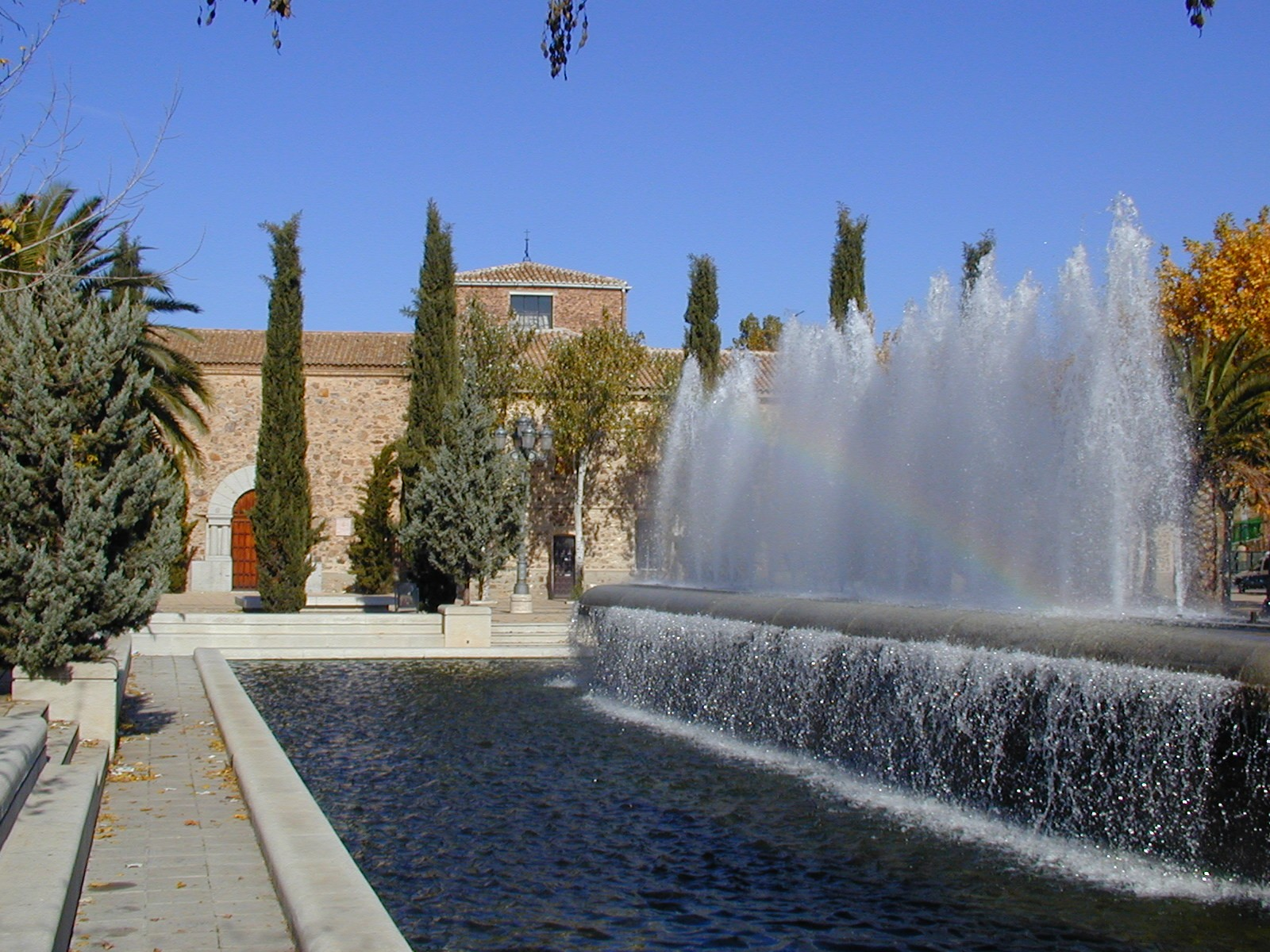
Paseo de San Gregorio zona de El Bosque

- Paseo de San Gregorio Zona de El Bosque

Posee una superficie total de 23 629 m² con 2552 m² de parterres. En él se encuentran zonas verdes, zonas de recreo para niños y mayores y un aparcamiento subterráneo. Esta zona del paseo posee tres áreas definidas: El llamado paseo popular. En la zona de los pares, enmarcada por una fila de árboles por su lado exterior, un paseo romántico, como se denominó cuando se realizó. En la zona de los impares: pérgolas, soportes y celosías de hormigón acompañan al paseante. Y por último, cuenta con un espacio central, que desde la confluencia con la zona sur, acaba culminando, con una fuente monumental y pérgola semicircular con pórtico, delante de la ermita de la Virgen de Gracia.
Acerca de la historia del paseo de El Bosque podemos citar la celebración que se llevaba a cabo desde 1899 de la llamada Fiesta del Árbol; el objetivo de la fiesta era desarrollar el espacio dedicado al arbolado, con el fin de mejorar las condiciones climáticas de la población. Otro de los hitos importantes de esta zona del paseo fue la existencia de «la copa». Durante la primera mitad del siglo XX, el riego de los árboles y los jardines era un problema, tanto que en la segunda década se construyó un depósito de agua de 6000 m³ de capacidad con este fin. Su forma era hexagonal en la mitad inferior y circular en la superior, de tal manera que popularmente era conocida como «la copa», nombre que actualmente mantiene la calle que se situaba frente a este depósito de agua.
- Parque de Las Pocitas del Prior

Conocida popularmente como el «Charcón de los Patos» (antes «Charcón de Pocharra»), se encuentra ubicada en la barriada de las 630. Las Pocitas del Prior se convirtieron en los años noventa en un parque urbano idóneo para el ocio y recreo de la población. Este parque está formado por una laguna que recoge el agua de dos manantiales, de los que uno suministra agua a la fuente situada en el interior de la pequeña caseta existente en el margen de la laguna. Ambos manantiales al llegar las lluvias otoñales abastecen de agua a este pequeño humedal. Las Pocitas del Prior han servido a algunas aves migratorias como zona de descanso o de paso y de reproducción, lo que ha generado un espacio en el que conviven algunas especies de ánades muy significativas. Entre ellas podemos destacar la cuchara común, la focha común, el ánade azulón, la gallineta común y el ganso doméstico.
- Fuente Agria

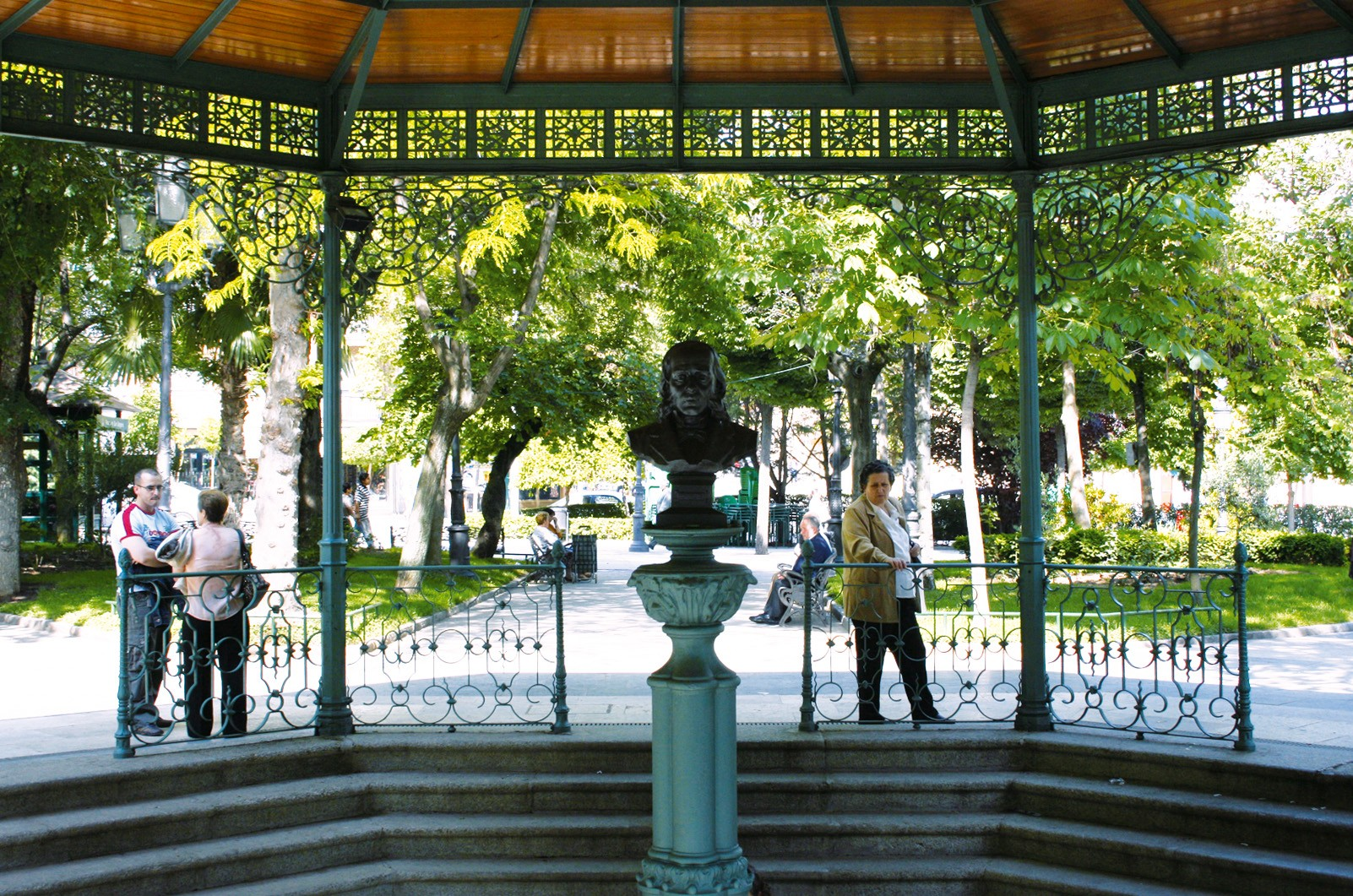
Fuente Agria en el paseo San Gregorio

Es el monumento más representativo de Puertollano. La referencia documental más antigua de la fuente data de 1575, bajo el reinado de Felipe II, «esta villa tiene agua dentro della, la que ha menester para su gasto y beber, en moderada cantidad de pozos y que tiene junto a la dicha villa una fuente que se llama la Fuente Aceda porque el agua della es agria y sale la dicha agua encima de tierra hirviendo hacia arriba ordinariamente sin cesar». No fue hasta 1676 cuando el Alfonso Limón Montero diera a conocer las propiedades beneficiosas del agua agria para diversas afecciones mediante la obra literaria Espejo cristalino de las aguas de España. Desde entonces su uso se generalizó, llegando a conocerse en todo el contexto nacional. El prestigio alcanzado por el agua agria hizo que se llegara a embotellar con la etiqueta «agua aciduloalcalino-ferruginosa de Puertollano», al precio de 38 céntimos la botella en 1894.
Originariamente, la fuente no era tal, sino que se trataba de una laguna de agua roja que servía para regar las huertas. Hacía 1609 era una arqueta de madera fortalecida con otra de piedra y cal. En 1733 se encerró la arqueta en una especie de templete sólido, en el que se colocó una puerta. En 1827 se cubrió la mencionada arqueta con una tapa de madera forrada de hierro, quedando así el manantial perfectamente cerrado. Durante 1878 se proyectan las primeras grandes obras de la Fuente Agria. La caja del manantial sería de una sola pieza sobre un hexágono (posteriormente un octógono) con cuatro escalones (actualmente 9). El actual templete que podemos observar data de 1905, siendo restaurado en 1920.
- Fuente de Los Cinco Caños o Fuente del Pilar

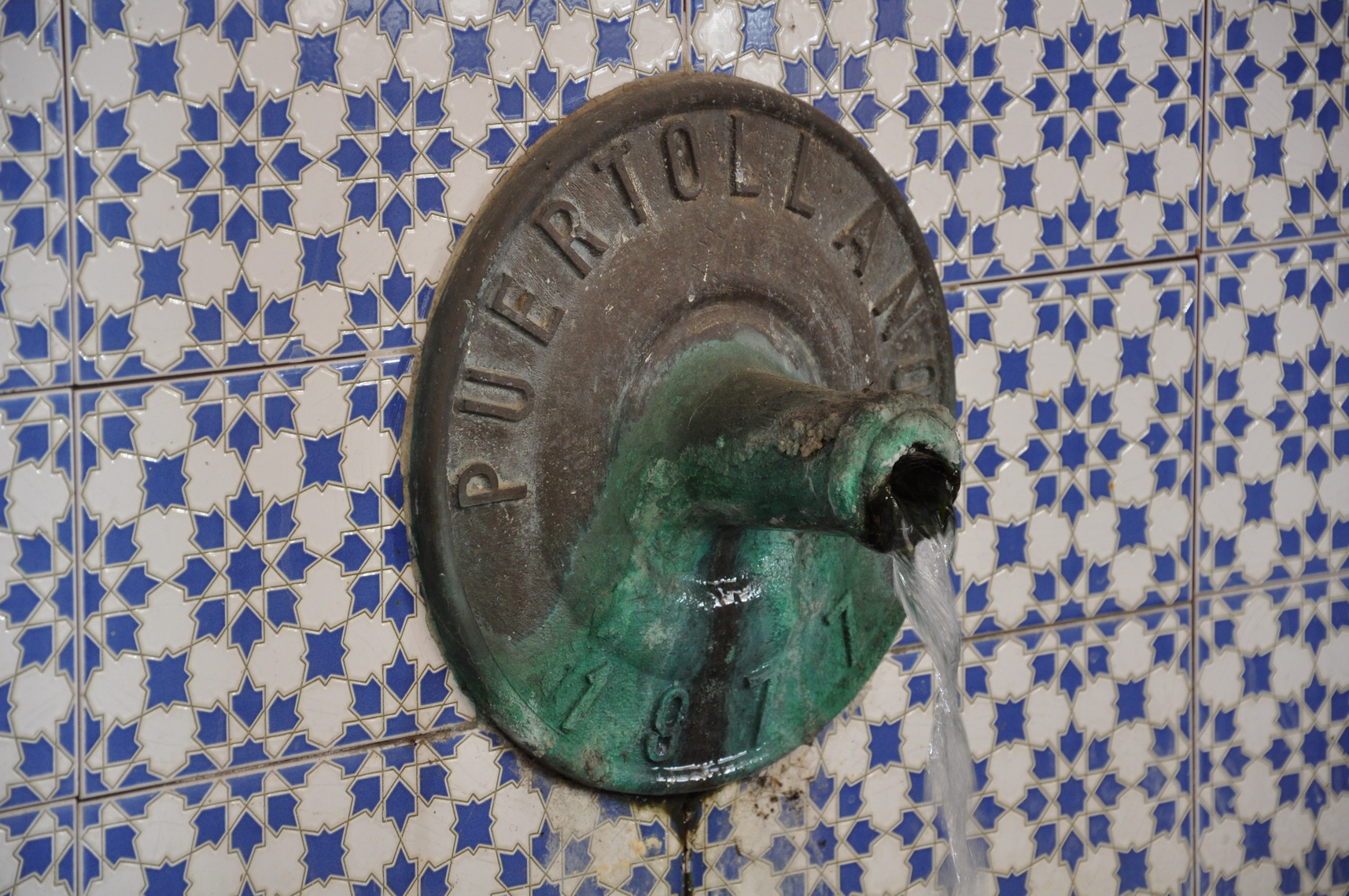
Fuente de los Cinco Caños

Pozo público. Mediado el siglo XIX, el vecindario de Puertollano se surtía de dos manantiales de agua dulce: la llamada Fuente de la Santa, emplazada en la falda del cerro de Santa Ana, y de otro manantial ubicado al este de la localidad.
La avalancha de personal minero producida desde fines del siglo XIX hizo que se incrementase la demanda de agua potable, construyéndose, entre otras ya desaparecidas, la fuente conocida como «de los Cinco Caños». Al principio solo contaba con dos salidas de agua pero finalmente se ampliaría a cinco con el fin de propiciar mayor flexibilidad en el abastecimiento de agua. Aún con cinco caños, la población no estaba suficientemente abastecida y no fue hasta 1960 cuando se acabó con la escasez de agua en la localidad gracias al abastecimiento procedente del pantano del río Montoro, aunque en un principio este estuviese destinado a proporcionar agua al complejo industrial.
Originariamente, la Fuente de los Cinco Caños o Fuente del Pilar, fue el primer pozo público junto al cual se ubicó el histórico casco urbano de Puertollano. En un principio la fuente estaba ubicada en la actual plaza de la Tercia trasladándose en el último tercio del siglo XIX a la calle de las Cañas. En 1920 la corporación decidió reformar la fuente, dotándola de puertas y marquesina. Posteriormente, en 1991, se colocó una verja en cada uno de los huecos o entradas a la fuente.
- El reloj de las Flores

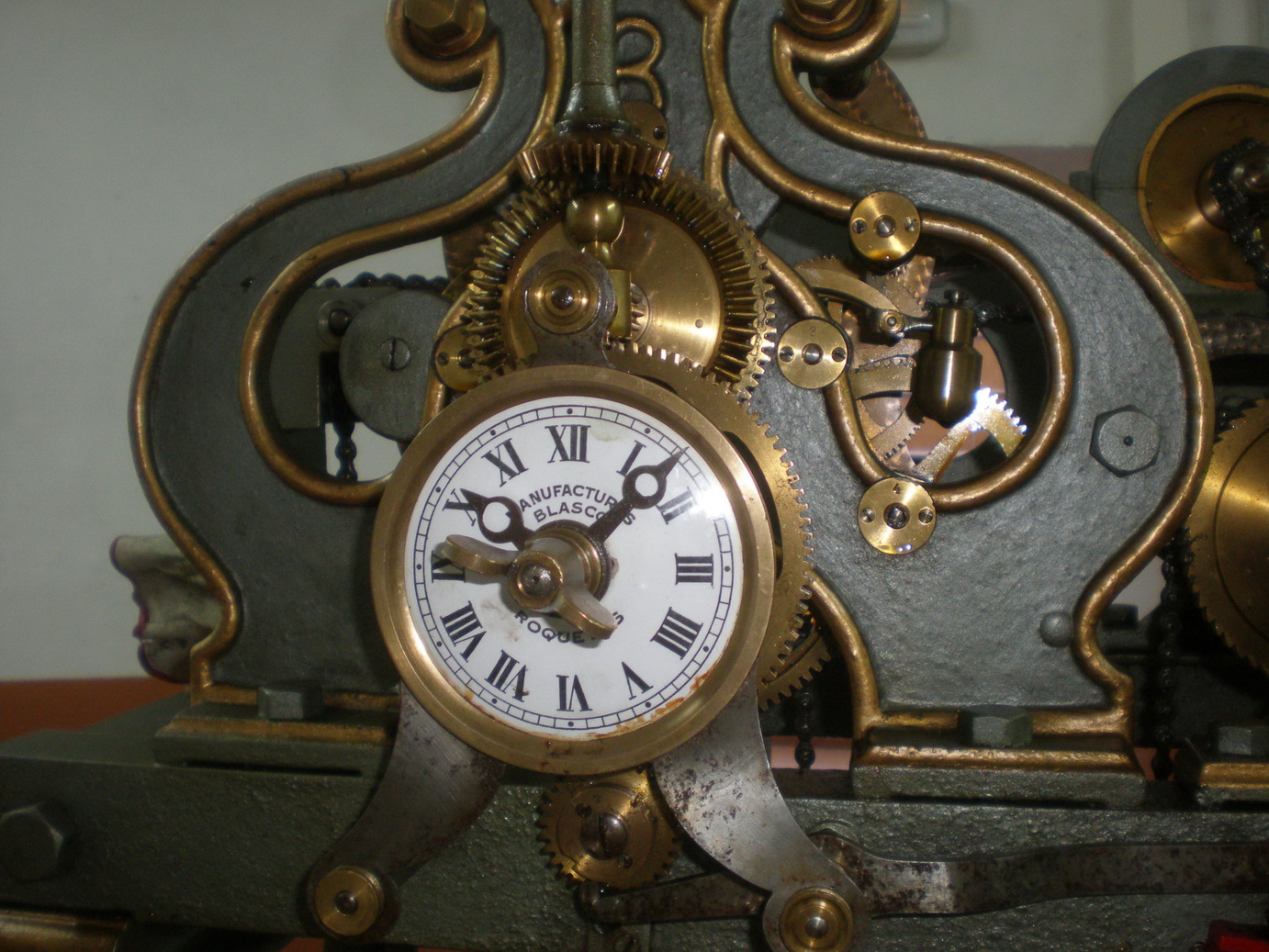
Maquinaria del reloj de flores

El primitivo reloj fue inaugurado en la feria de mayo de 1962. Poseía forma esférica y vino a ocupar el lugar que dejó un antiguo templete de música. El reloj necesitaba un mantenimiento constante. Quincenalmente se bajaba al sótano de la estructura circular, en el que se hallaba la maquinaria, para proceder a su engrase. Años más tarde, y debido al coste que suponía el mantenimiento y a los actos vandálicos que padeció durante su existencia, la estructura fue demolida y sustituida por una fuente en la última remodelación del paseo de San Gregorio. En el año 2002 se decide aprovechar la antigua maquinaria para volver a embellecer el paseo. Esta vez, se le dota de una nueva orientación hacia el sur en consonancia con las fuentes que se emplazan a su alrededor. El sistema de maquinaria es de finales del siglo XIX y originariamente era de cuerda, aunque posteriormente se instaló un motor eléctrico para facilitar su mantenimiento.
- La Concha de la Música

A principios del siglo XX se construyó en el paseo de San Gregorio un pabellón de música de hierro forjado, que en los años cincuenta fue demolido. Este se sustituiría en el año 1953 por lo que se denominó la «Concha de la Música» que, además de ser utilizada por la banda municipal y para otras actividades locales, poseía una biblioteca en su parte inferior, que se ha suprimido en la actual Concha de Música. En el año 1956 se adosó una pequeña fuente semicircular y luminosa, que tenía en su centro una lira ornada de laureles sobre un pedestal de granito. Tras ella, aparecían unos pentagramas con las notas del himno nacional. A los lados había dos bajorrelieves con dos mujeres que sostenían cántaros cuyas bocas eran surtidores de agua. El actual escenario de la Concha se ha convertido en lugar de encuentro y recreo.

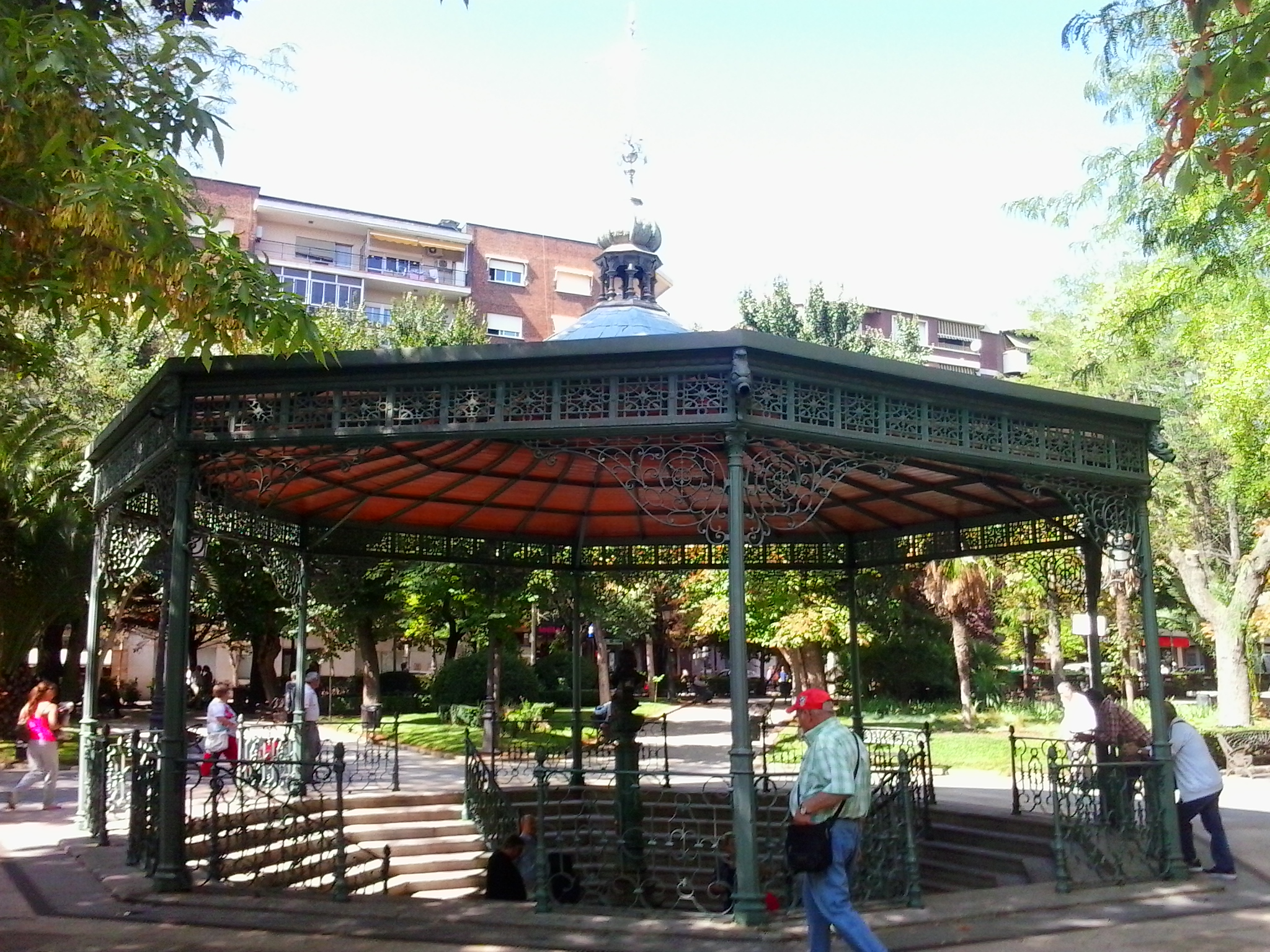
Fuente de Agua Agria

### Museos e instalaciones culturales
- Museo de la Minería

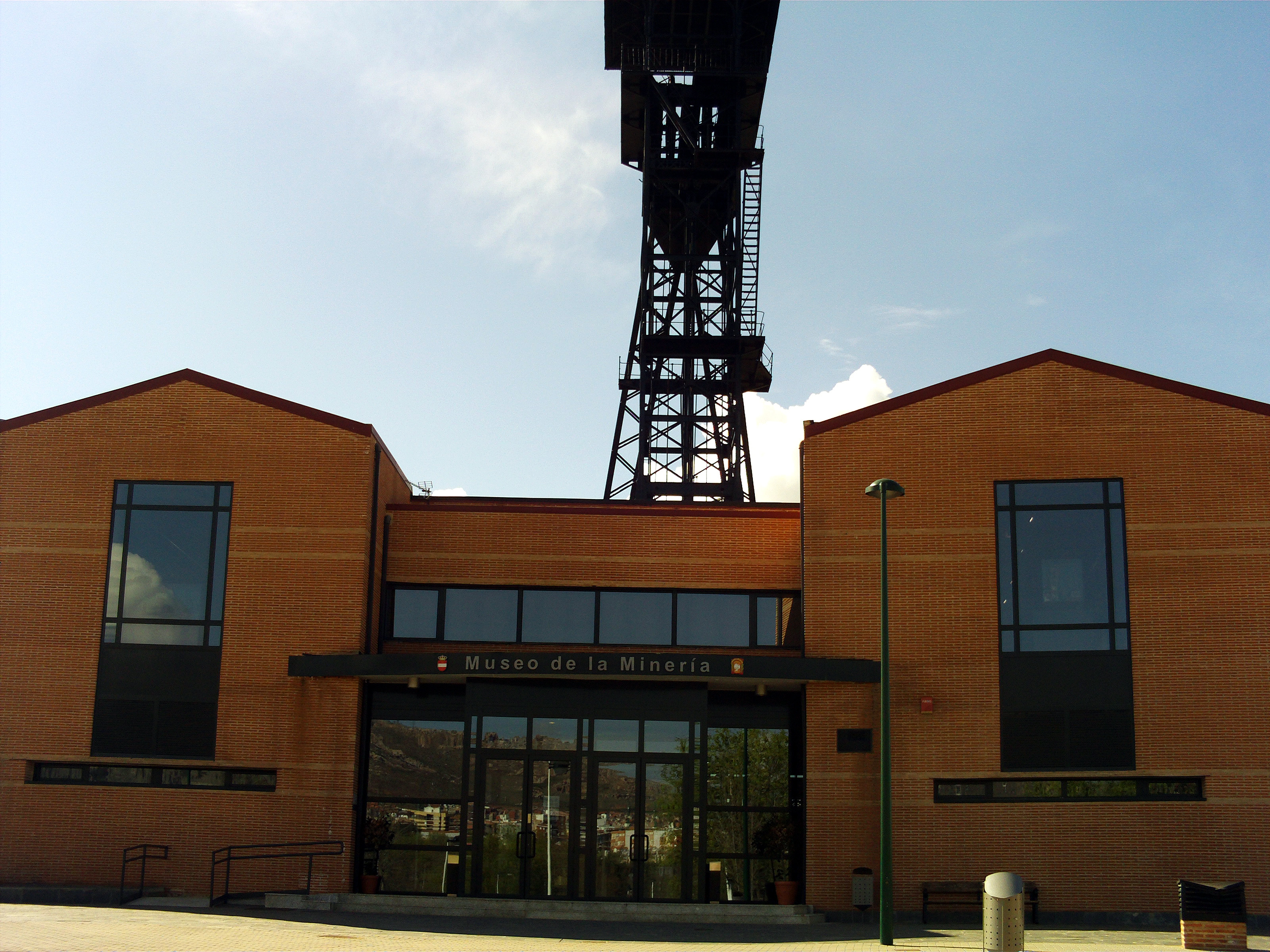
Museo de la Minería y Castillete Pozo Norte

Incluye el castillete minero del Pozo Norte, inspirado en la Escuela de Eiffel, así como una reproducción del original de la escultura Minera de Puertollano, obra del escultor Julio Antonio [1909], procedente del Museo de Arte Moderno de Tarragona). Por otro lado, se puede visitar una interesante Mina Imagen, en la que se reproducen todas las labores de minería tradicional del carbón que hubo en Puertollano desde 1873 hasta la desaparición de las minas de interior.
- Museo municipal.
- Centro de Ocio y Naturaleza Dehesa Boyal de Puertollano.

### Otros monumentos y lugares de interés
- Casa de baños

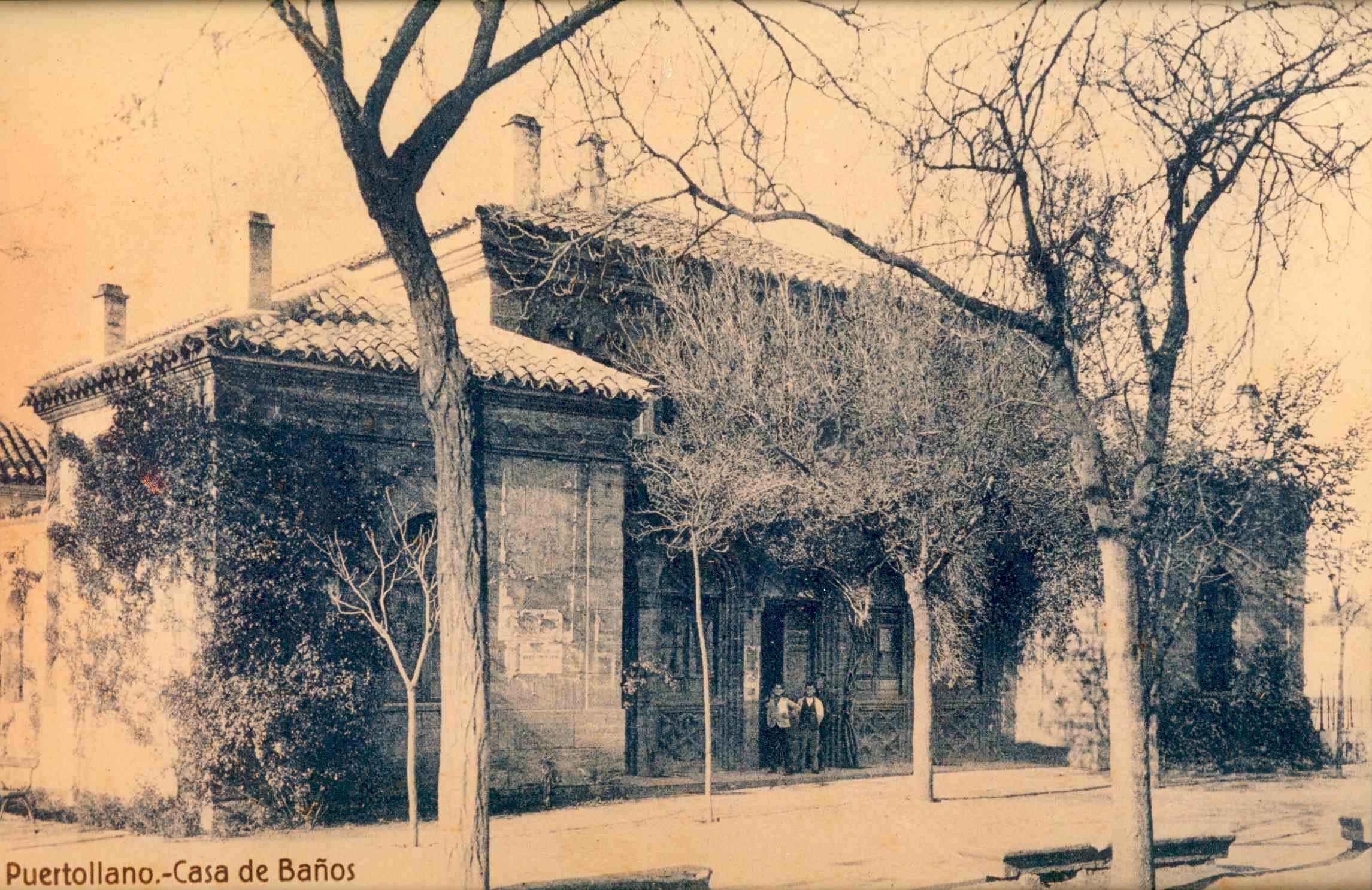
Antiguo Balneario Casa de Baños

Antiguo balneario de agua agria medicinal. En la actualidad es utilizado como Oficina de Atención al Ciudadano, aunque también se compartió el uso como oficina de turismo (actualmente cerrada). Obra arquitectónica que data de 1850 realizada a base de sillares de arenisca extraída de una cantera local. La Casa de Baños, situada en el paseo de San Gregorio, era un antiguo balneario que se abastecía de las aguas mineromedicinales que provenían de la Fuente Agria. La entrada de los baños de Puertollano en el contexto nacional se produjo a partir de 1817, fecha de creación del cuerpo de Médicos-Directores de Aguas Minerales y Baños de España. La construcción del balneario está ligada al general Narváez, que se aficionó a los baños de agua ferruginosa debido a las propiedades curativas que poseía el agua en diversas afecciones (ver Galdós, Episodios Nacionales, Narváez).
En un principio, el balneario estaba compuesto por cuatro piletas individuales y dos baños colectivos. Con el paso del tiempo, las piletas se cambiaron por tres bañeras de mármol, y uno de los baños colectivos se transformó en una fuente debido al escaso caudal. El periodo de baño era desde el 18 de junio al 31 de agosto, ya que las bañeras se encontraban expuestas al aire libre y solo se utilizaban durante el verano. El edificio constaba de dos plantas; en la planta inferior se situaban los dos baños colectivos, uno para hombres y otro para mujeres y las cuatro pilas individuales. También se encontraban los vestuarios masculinos y los despachos del médico-director y del arrendador del edificio. En la planta alta se situaba el salón de baile y lectura, así como los vestuarios femeninos. Fuera del edificio se encontraba la caldera para calentar el agua.
El precio de los baños dependía de si el agua a tomar era fría o caliente. Al igual que el precio, las horas de toma del baño diferenciaba el estatus social de los bañistas, ya que a primeras y últimas horas del día, los baños eran utilizados por la gente menos pudiente debido a que la temperatura del agua a estas horas era más baja que en las horas del mediodía. Al no existir establecimientos públicos de residencia para los centenares de personas que cada año venían a Puertollano se recurría a casas particulares.
- Monumento a la minería

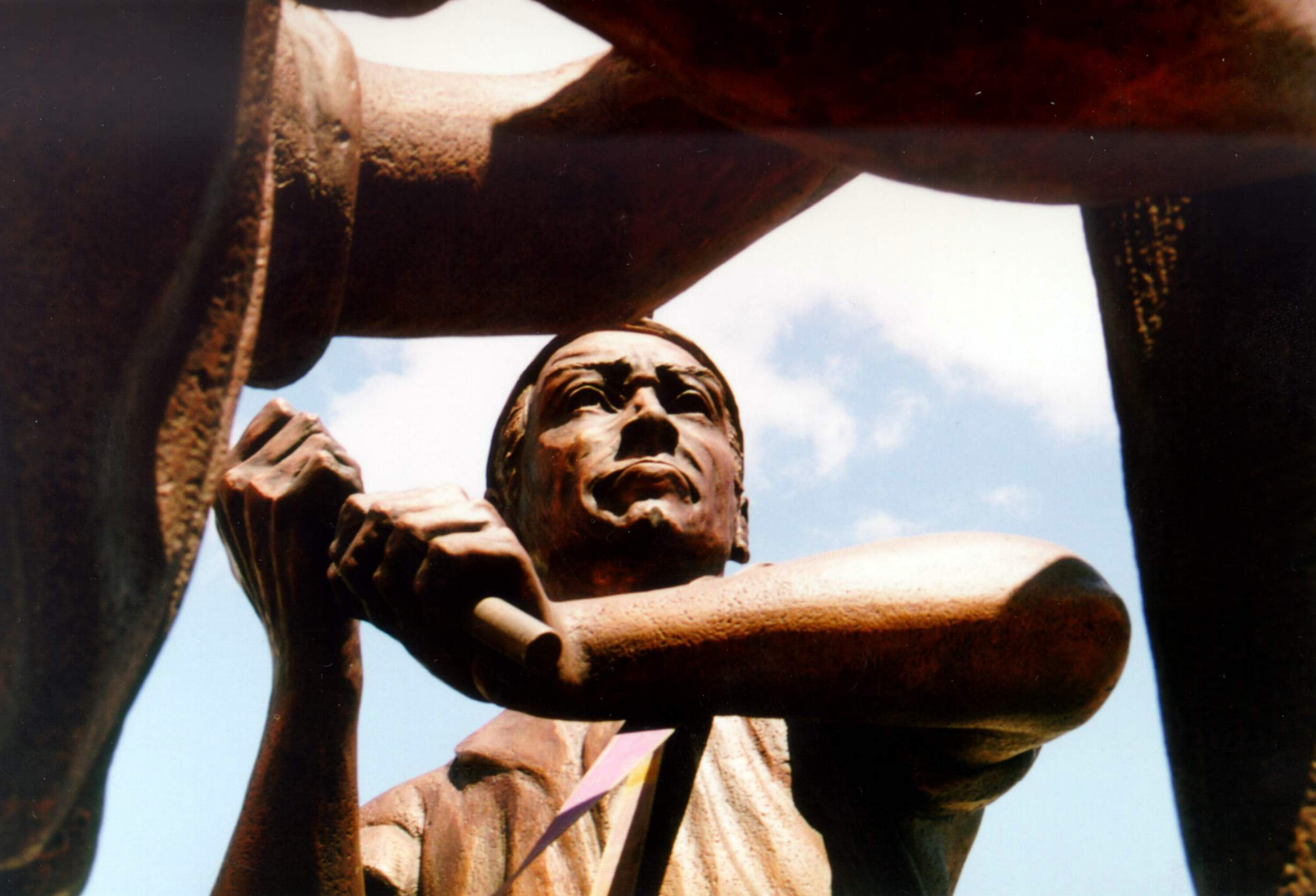
Monumento a la Minería

El monumento se realizó con la idea de inmortalizar las raíces mineras de Puertollano. Fue ejecutado por el escultor José Noja y está situado junto al puente de San Agustín, que enlaza el centro urbano con las barriadas mineras de El Carmen y de Las Mercedes. Este monumento fue inaugurado el día 4 de mayo de 2000. El conjunto es una pieza única de bronce cuyas medidas son 2,7 x 4,5 x 2,3 m. Representa a un grupo de mineros trabajando dentro de una galería, con un estilo realista intentando mostrar dos escenas en un mismo momento: la entibación y la extracción realizada por un picador.
- Monumento a los caídos en el trabajo

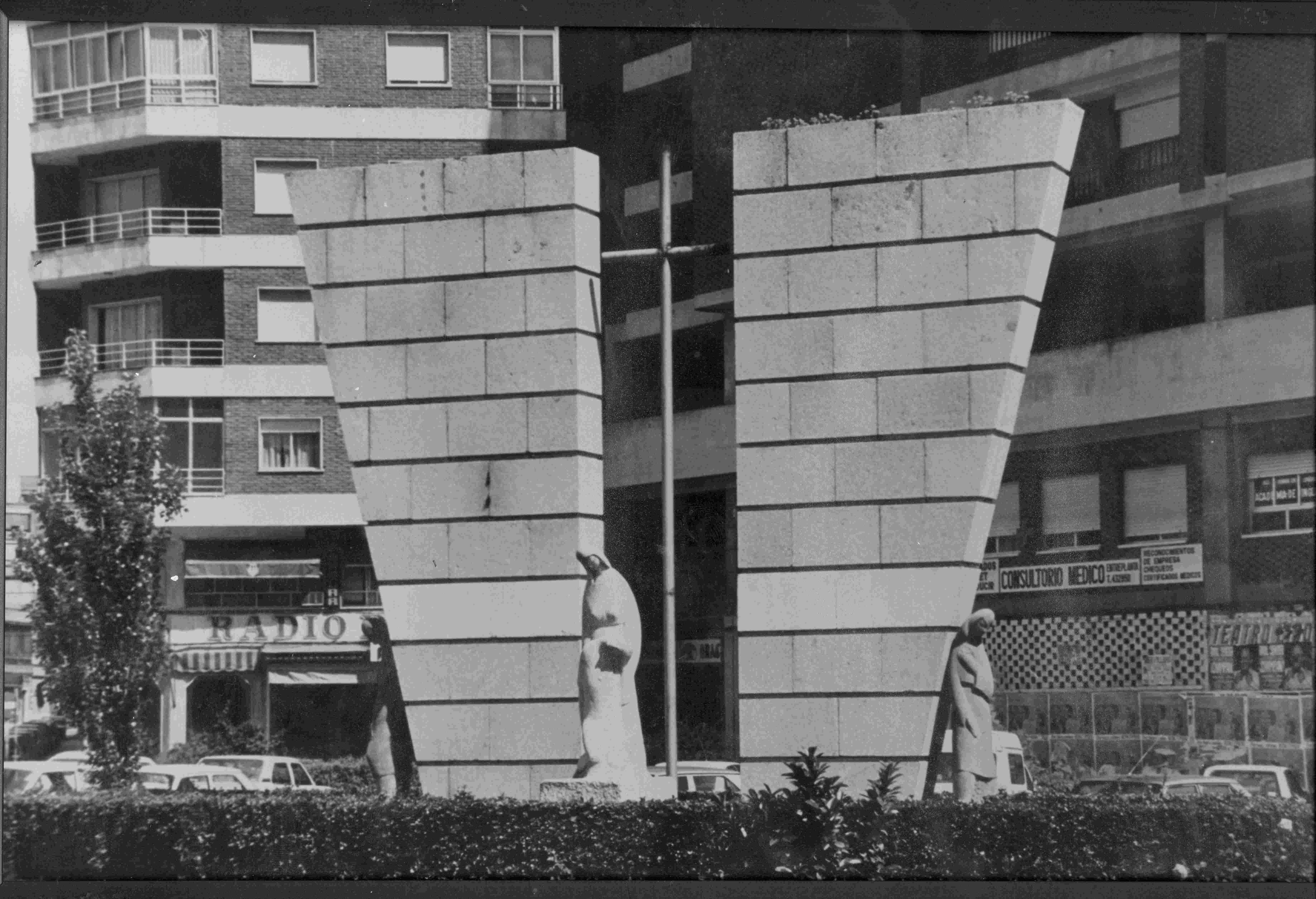
Monumento a las viudas de los caídos en el trabajo

Todo pueblo minero tiene que pagar lamentablemente un tributo en vidas humanas a las entrañas de la tierra. Dos ejemplos claros son el accidente acaecido el 11 de octubre de 1953, en el que perdieron la vida 11 mineros en una explosión de grisú ocurrida en el Pozo Calvo Sotelo, y el 18 de octubre de 1958, en el que murieron otros 12 y 14 más resultaron heridos por otra explosión en el mismo Pozo. No es de extrañar, por ello, que cuando el Ayuntamiento planteó la construcción, por suscripción popular, del Monumento a los Caídos en el Trabajo, el pueblo entero respondiera con sus donaciones. El concurso para su realización fue ganado por el escultor Marino Amaya.
- Monumento al Minero

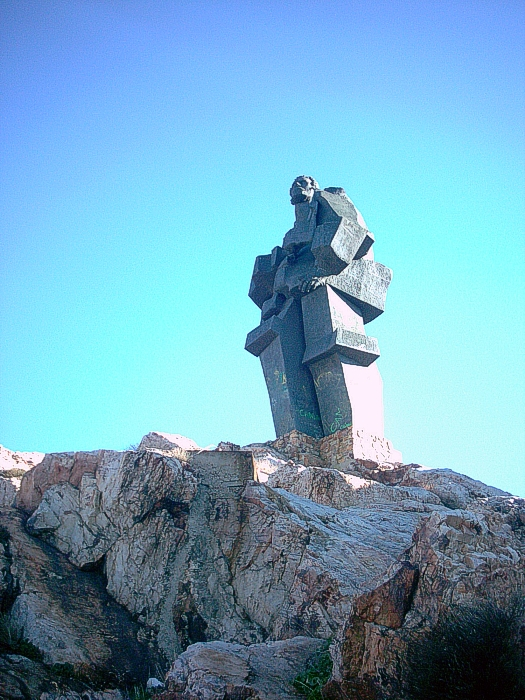
Monumento al Minero, obra de José Noja

Este monumento está situado en el cerro de Santa Ana, el Monumento al Minero es obra del escultor José Noja, y se realizó con los fondos provenientes de una cuestación (gracias a la labor que desarrolló una Comisión popular que se constituyó) y la aportación del Ayuntamiento. 
El 26 de febrero de 1983 fue inaugurada esta escultura tallada en bronce, de 14 toneladas y 9 metros de altura. Está formada con bloques, constituyendo su parte inferior las dos piernas. Es de estilo neorrealista. Destaca, en el lugar donde iría el corazón, un hueco que según el artista representa el corazón y el sentir del pueblo de Puertollano. Es el homenaje de la ciudad a todos aquellos que dedicaron su vida al trabajo en la mina. El monumento carece de símbolos propios de la minería. No lleva pico, ni pala, ni casco, ni alforjas, etc. La minería conlleva distintos tipos de herramientas de trabajo, pero aquí el autor prefirió unificar a todas con la carbura.
- Otros lugares son el Castillete minero del Pozo Santa María, (39 m de altura y casi 61 000 kg de peso), auditorio municipal Pedro Almodóvar, parque del Pozo Norte, antigua destilería de pizarras de Calatrava y escombrera El Terri y la torre telegráfica de Mathé (conocida como la «Chimenea Cuadrá») de la línea Madrid-Cádiz (1847-1857).[18]

## Símbolos
Escudo
El escudo heráldico que representa al municipio fue aprobado oficialmente el 9 de marzo de 1972 con el siguiente blasón:

«En campo de gules, una faja, de plata. Al timbre, corona real de España.»
Boletín Oficial del Estado n.º 75 de 28 de marzo de 1972

Bandera
La bandera de Puertollano fue aprobada por Orden 67/2023, de 22 de marzo, de la Consejería de Hacienda y Administraciones Públicas, por la que se otorga la bandera municipal del Ayuntamiento de Puertollano, de la provincia de Ciudad Real. El Ayuntamiento de Puertollano acordó la adopción de la bandera municipal, mediante acuerdo del Pleno de 24 de noviembre de 2022, conforme al artículo 22.2.b) de la Ley 7/1985, de 2 de abril, reguladora de las Bases de Régimen Local.
La descripción de la bandera es la siguiente: Bandera rectangular de proporciones 2:3, dividida horizontalmente en tres franjas iguales, roja, blanca y roja. En el centro de la mitad izquierda de la franja roja superior, al asta, una corona real de color amarillo.

## Cultura

### Fiestas
- Feria de mayo. Se celebra la primera semana de mayo en el recinto ferial y su gran atracción son las casetas. En 1995 cumplió su primer centenario. Se celebró por primera vez siendo alcalde Fulgencio Arias y en recuerdo de ello cuenta con un monumento en su memoria en el paseo de San Gregorio, lugar en el que se instalaba el ferial, hasta que fue trasladada al nuevo Recinto inaugurado siendo alcalde Ramón Fernández Espinosa.
- Fiestas de septiembre en honor de su patrona, la Virgen de Gracia, cuya festividad se celebra el día 8 de septiembre. Con una multitudinaria procesión de fieles que acompañan a la Virgen durante su recorrido por las calles,

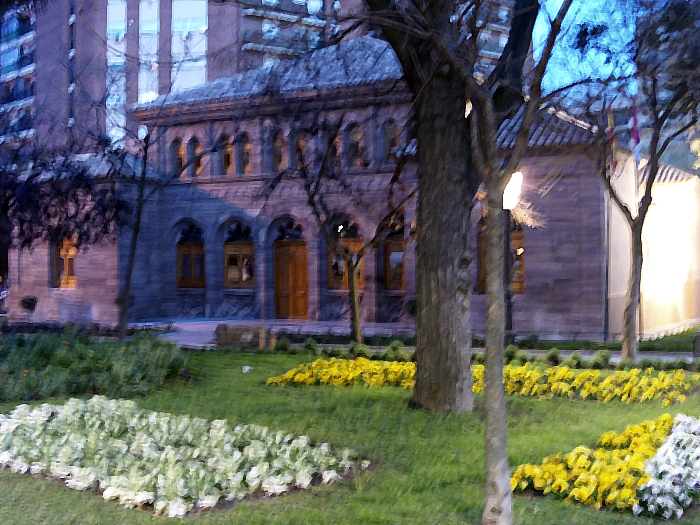
Oficina de turismo y atención

- El Santo Voto, Puertollano también celebra una de las fiestas gastronómicas más ancestrales de Europa, una tradición con más de 650 años de antigüedad. Comida popular de carne de ternera con patatas, con la que la población agradece que se salvó de la peste bubónica en 1348. Todos los años se perpetúa este Voto el día de la octava de la Ascensión (el jueves siguiente) por medio de ofrecer una comida de carne de vaca a quien lo solicita.
- Concurso morfológico y funcional de caballos de pura raza española, que se desarrolla en la última semana de septiembre, y que reúne a más de 150 caballos de esta raza, durante estos días se puede asistir a espectáculos ecuestres de primera categoría.
- Festival de Jazz y Blues Ciudad de Puertollano. Se celebra en el mes de julio, habitualmente en el patio del CP Gonzalo de Berceo.
- Día del Chorizo. El 23 de enero es tradición salir a comer chorizo al campo. Esta costumbre forma parte del ritual de la matanza del cerdo. Se instituyó para celebrar la onomástica del Rey Alfonso XIII, que elevó a Puertollano al rango de ciudad, de ahí que se celebre la fiesta el día de la festividad de San Ildefonso de Toledo.
- Día del Hornazo. Se celebra el domingo siguiente al de Resurrección, la casi totalidad de la población cumple con la costumbre de salir al campo a tomar el hornazo, la tradición era comerlo en el cerro de Santa Ana subiendo a la «Chimenea Cuadrá» (ahora la mayoría lo hace al pinar de la Dehesa Boyal antes del Puerto de Mestanza, pasada la térmica de ENEL-VIESGO), se trata de una deliciosa torta dulce de bollería con huevos que la adornan.
- Carnaval. Muy enraizados en Puertollano, los carnavales movilizan a un gran número de vecinos, por sus concursos de disfraces, desfiles de carrozas, comparsas y murgas.
- María Auxiliadora. Todos los 24 de mayo se celebra en Puertollano una multitudinaria procesión en honor a la virgen de Don Bosco, patrón de los salesianos, habiendo en Puertollano un colegio de dicha congregación. La procesión empieza su recorrido en el colegio salesiano, baja la avenida Mª Auxiliadora, avenida Primero de Mayo, Gran Capitán, calle Goya, calle la plaza, cuesta y vuelta a su origen. Desde el año 2014, el trono de la virgen volvió a salir en andas junto al nuevo trono de Don Bosco
- Mercadillo medieval.
- Semana Santa.
- Navidad.

### Medios de comunicación
Prensa escrita
- Lanza, es el diario más antiguo de la provincia y siempre ha contado desde 1943 con corresponsalía y páginas especiales dedicadas a la ciudad. Trabaja Graci Galán
- La Tribuna de Ciudad Real, con delegación en Puertollano. Se ha suprimido la portada y contraportada dedicada a Puertollano. Trabaja Diego Rodríguez.
- La Comarca de Puertollano, periódico que se publica mensualmente desde 1995, editado por la empresa local Intuición Grupo Editorial S.L., es el primer periódico local con presencia en Internet (desde 1999). En la actualidad su edición digital ha cobrado fuerza, manteniendo las noticias actualizadas constantemente y con presencia en redes sociales.
- Miciudadreal.es, diario digital fundado en 2003. Dirigido por el periodista puertollanero Santos González Monroy, desde 2009 presta una especial atención a la cobertura informativa de Puertollano, con continuas actualizaciones.[20]
- También existen en línea La voz de Puertollano, un diario independiente de Puertollano y su comarca, La Comarca de Puertollano y Ciudad Noticias.[21]'

Radio[actualizar]
En Puertollano están la Cadena COPE, continuadora de la primera emisora que hubo en Puertollano, que emitía como Radio Puertollano y cuyo promotor fue el sacerdote Pedro Muñoz Fernández, emisora que después pasó a integrarse en la Red de Emisoras de Ondas Populares (recordamos como locutores a la popular Isi Mozos o Santos Alonso y en ella dio sus primeros pasos Tomas Fernando Flores). Ahora se mantiene como corresponsal Juanma Romero.
La cadena SER en sus distintas emisiones como Cadena Dial, Radio Olé y Radio Puertollano. En informativos se mantiene como corresponsal y único trabajador Mario Carrero. El Ayuntamiento ha autorizado la apertura de dos emisoras a nivel comarcal en Puertollano como son Onda Puertollano y Nueva Onda Radio, recomendadas especialmente para la población joven. Radio Castilla-La Mancha tiene una delegación dirigida por Juan Ramón Levia donde se cubre toda la comarca. En deportes está Paco López. Onda Cero Puertollano abrió sus instalaciones en 2012 bajo la dirección de Julián Camacho, con Benjamín Hernández encargado del magacín Puertollano en la Onda, Samuel Rodríguez encargado de informativos y Julio García de los deportes en Onda Deportiva Puertollano.
Televisión
En Puertollano se pueden sintonizar todos los canales nacionales y autonómicos así como una provincial, Imás TV. La única delegación es para Castilla-La Mancha Televisión, produciendo noticias de la comarca que aparecen en los diferentes informativos.

## Ciudades hermanadas
- Cantón de Pouzauges (Francia)